# Cuisine méditerranéenne
Pour le régime alimentaire méditerranéen, voir régime méditerranéen.

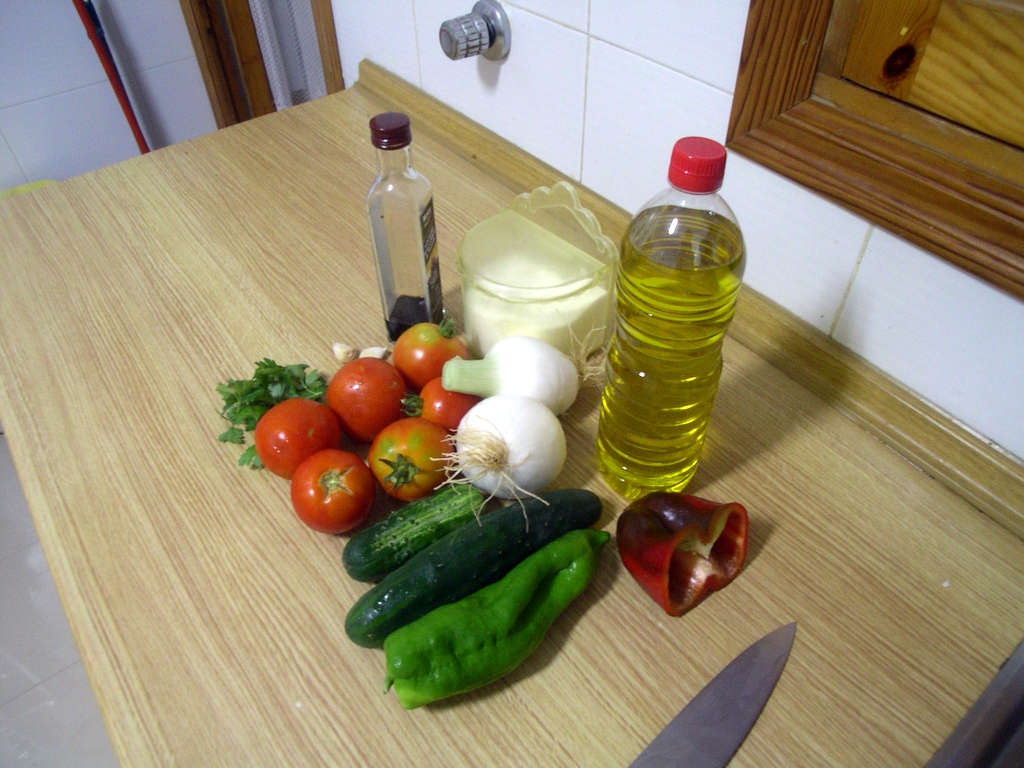
Ingrédients du gaspacho.

La cuisine méditerranéenne est la nourriture et les méthodes de préparation des habitants de la région du bassin méditerranéen.
L'idée d'une cuisine méditerranéenne trouverait son origine dans le livre de l'écrivaine Elizabeth David, A Book of Mediterranean Food (en) publié en 1950, ainsi que dans les études des bienfaits sur la santé de l'alimentation méditerranéenne qui ont également débuté dans les années 1950. Le concept de cuisine méditerranéenne comme un ensemble serait donc récent, mais a par la suite été documenté par divers auteurs, historiens et chercheurs. Ainsi, ont été définis comme les trois éléments de base de la cuisine méditerranéenne l'olive, le blé et le raisin, qui donnent de l'huile d'olive, du pain, des pâtes et du vin.
La région couvre une grande variété de cultures avec des cuisines régionales distinctes, en particulier : maghrébine, égyptienne, levantine, turque, balkanique, grecque, italienne, française, chypriote, maltaise, espagnole et portugaise.
La cuisine de la région ne doit pas être confondue avec le régime méditerranéen, rendu populaire en raison des bienfaits pour la santé d'une alimentation riche en huile d'olive, céréales, fruits et fruits à coque, légumes et légumineuses, herbes aromatiques, modérée en produits laitiers, œufs et poissons, et limitée en viande. La cuisine méditerranéenne englobe la manière dont ces ingrédients sont traités dans la cuisine, qu'ils soient bénéfiques pour la santé ou non.

## Géographie

Les grandes régions culinaires de la Méditerranée.

Divers auteurs ont souhaité définir la portée de la cuisine méditerranéenne soit par la géographie, soit par ses ingrédients de base. Elizabeth David, dans A Book of Mediterranean Food (en) (1950), définit son champ d'action comme « la cuisine des rivages méditerranéens » et en dessine les limites géographiques : « De Gibraltar au Bosphore, en descendant la Vallée du Rhône, en passant par les grands ports maritimes de Marseille, Barcelone et Gênes, jusqu'à Tunis et Alexandrie, englobant toutes les îles de la Méditerranée, la Corse, la Sicile, la Sardaigne, la Crète, les Cyclades, Chypre (où l'influence byzantine commence à se faire sentir), sur le continent grec et dans les territoires très disputés de la Syrie, du Liban, de Constantinople et de Smyrne. »

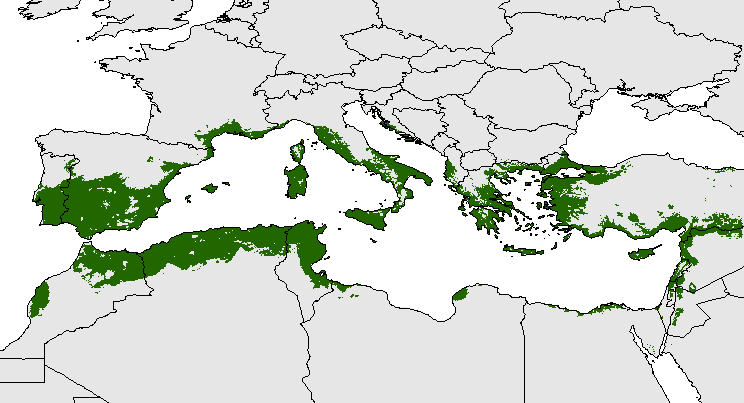
Distribution de l'olivier Olea europaea, essentiellement présent dans le bassin méditerranéen.

Elle définit cette région comme coextensive à l'aire de répartition de l'olivier. L'historien tunisien Mohamed Yassine Essid définit de la même manière la région par la présence de l'olive, aux côtés du pain, du blé et du raisin, comme « produits de base de la cuisine populaire méditerranéenne » : « La cuisine méditerranéenne se définit par la présence d'éléments fondamentaux qui joueraient un rôle plus important que d'autres, reflétant une communauté de croyances et de pratiques qui transcendent les religions, les langues et même les sociétés. L'olivier, arbre emblématique à plus d'un titre, trace les limites d'une frontière de paysages et vit de part et d'autre de laquelle commence ou finit la Méditerranée. Au-dessus de Montélimar, surnommée « Portes de Provence », se trouve la limite de l'olivier. » En revanche, cette définition est incomplète car la répartition naturelle de l'olivier est limitée par le gel et par la disponibilité de l'eau. Il est donc cantonné à une zone plus ou moins étroite autour de la mer Méditerranée, sauf au Maghreb et dans la péninsule Ibérique, où il est plus largement distribué, et sur les îles de la Méditerranée, où il est largement répandu. Il ne pousse pas dans la majeure partie de la France, dans la majeure partie du nord de l'Italie (à l'exception de la Ligurie) et dans les régions intérieures des Balkans, qui font pourtant partie du bassin méditerranéen,,.
Tout comme David, bien d'autres d'auteurs ayant écrit sur la cuisine méditerranéenne se sont concentrés largement sur les cuisines espagnole, française, italienne, grecque, et maghrébine et dans une moindre mesure sur la cuisine turque et levantine,. Les cuisines balkaniques – slovène, albanaise, monténégrine, croate et bosnienne – bien que méditerranéennes, ont été régulièrement oubliées dans ces définitions géographiques. D'autre part, certains auteurs incluent également des zones qui ne touchent pas la mer Méditerranée ou ne soutiennent pas la culture de l'olivier, notamment les cuisines serbe, macédonienne et cuisine portugaise.
Dans le cas de l'Égypte, bien qu'elle possède près de trois mille kilomètres de côtes méditerranéennes, elle n'a pas développé un régime alimentaire strictement méditerranéen en raison de son climat désertique. La cuisine égyptienne présente des éléments de la cuisine méditerranéenne mais diffère par des éléments fondamentaux. Par exemple, la vallée du Nil est la seule dans laquelle on ne trouve pas de tradition d'assaisonnement du pain avec de l'huile, les oliviers n'étant pas très présents et la graisse la plus courante étant le beurre clarifié. Ces dernières années, l'olivier est réintroduit aux confins du désert égyptien. On trouve des moulins à huile d'olive dans les monastères chrétiens coptes, mais la population ne possède pas de culture de l'olivier à proprement parler. Toutefois, l’influence de la cuisine égyptienne a eu un fort impact sur les autres cuisines méditerranéennes et vice-versa. La principale contribution des anciens égyptiens à la cuisine méditerranéenne est la fermentation des céréales, à la fois pour faire du pain et de la bière.

## Historique

### Origines

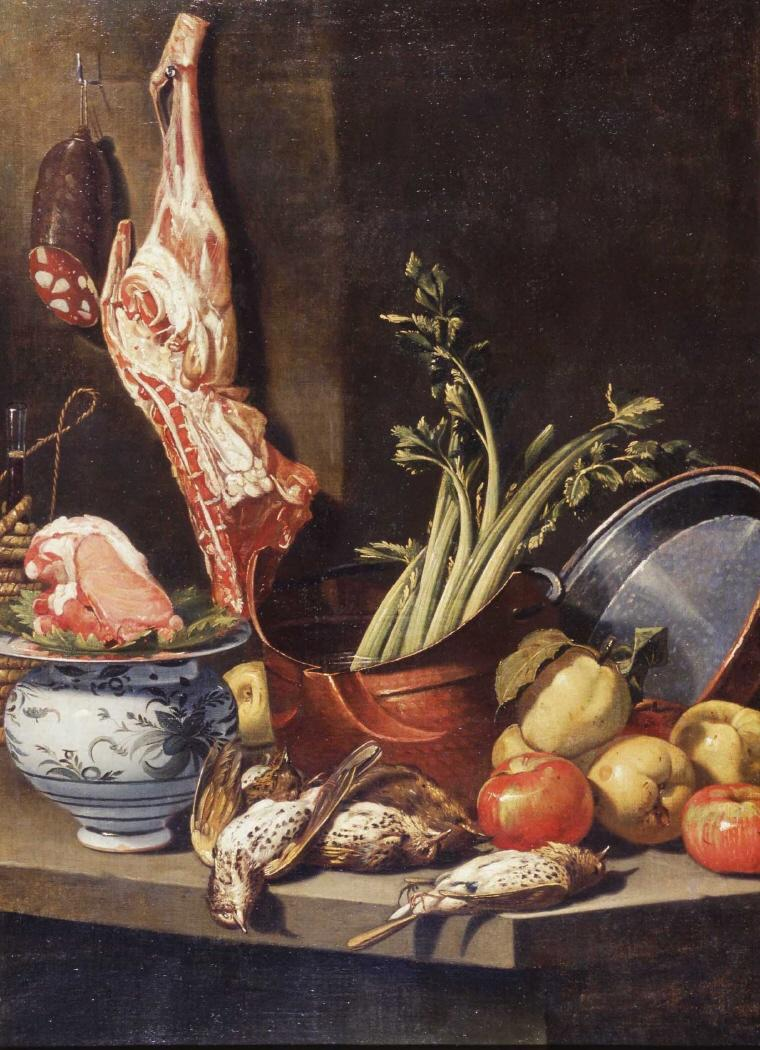
Bodegón de cocina de Cristoforo Munari (1710) : nature morte d'une cuisine espagnole.

La Mer Méditerranée a favorisé le mélange de diverses cultures puisqu'étant navigable sur des routes relativement courtes, elle a été le point de rencontre d'échanges commerciaux fréquents entre pays d'Europe, d'Afrique et d'Asie. Pour ces raisons, les Romains l'appelaient « Mare nostrum » pour signifier non seulement la domination militaire mais aussi le signe d'une culture romaine commune. Au Moyen Âge, l'occupation maghrébine du Portugal, de l'Espagne et de la Sicile a permis l'introduction de nombreux aliments comme les aubergines, les épinards, la canne à sucre, le riz, les abricots, les agrumes et une grande quantité de nouvelles épices,,. Les Maures ont donné leur empreinte spécifique à une nouvelle cuisine méditerranéenne issue de la fusion de la tradition culinaire occidentale avec la tradition arabe et berbère qui, par exemple, a introduit la nouveauté du goût du dessert dans la gastronomie de l'Europe du Sud.
Un autre changement majeur a été l'arrivée d'aliments en provenance des Amériques vers l'ancien Monde au XVIe siècle, notamment l'incorporation de la pomme de terre, de la tomate, des poivrons et des piments, du maïs, des haricots, ou du cacao. La tomate, si centrale aujourd'hui dans la cuisine méditerranéenne, a été décrite pour la première fois sous forme imprimée par Pierandrea Mattioli en 1544,,,.

### Concept d'unité et critiques
Le concept de « cuisine méditerranéenne » est récent : il remonte aux années 1950 avec le début des études des bienfaits des régimes méditerranéens sur la santé et la publication de Elizabeth David, A Book of Mediterranean Food. Toutefois, le livre de David porte en grande partie sur la cuisine méditerranéenne spécifiquement française et européenne, omettant largement la couverture de la cuisine du Moyen-Orient. Depuis l'époque de David, une variété d'ouvrages sur la cuisine méditerranéenne ont été écrits. Il peut s'agir de livres généralistes,,, ou spécifiques à une région de la Méditerranée,,,.
Toutefois, ce concept d'unité de la cuisine méditerranéenne est contesté. Certains auteurs y voient une construction moderne d'écrivains et de publicistes gastronomiques d'Europe et d'Amérique du Nord prêchant une alimentation saine en invoquant le stéréotype du méditerranéen en bonne santé. Le fait est que la Méditerranée abrite des cultures variées. D'autres remettent en question l’existence d’un tel noyau commun. Pour eux, l’idée même d’un ensemble méditerranéen présuppose une histoire partagée et unifiée, avec une culture unique. Des différences dans la cuisine sont observables au sein d'un même pays. Il peut s'agir de différences régionales, par exemple en Italie où les plats traditionnels sont au centre de l'identité de chaque région,. Des différences dans la cuisine d'un pays sont également perceptibles au sein d'une communauté, par exemple les cuisines pied-noire, juive (séfarade, juive berbère, mizrahim), gitane et rom,,,.
Pour Essid, les différences géographiques et les événements historiques ont affecté et différencié l'alimentation des peuples méditerranéens. Toutefois, il subsiste pour lui des règles de préparation et de consommation des aliments qui sont communes aux terres bordant la Méditerranée. En effet, malgré leurs différences, les pays méditerranéens ont une culture culinaire en partie commune : composition en aliments, mais aussi pratiques culinaires (importance du farci et du feuilletage), des goûts communs pour certaines saveurs (parfums d'herbes aromatiques, d'épices, goût pour l'acidulé ou l'aigre-doux, etc), mais aussi une idée commune de la diététique partagée depuis des siècles par les médecins grecs ou romains de l'Antiquité (Hippocrate, Galien, etc), les médecins perses (Rhazès, Avicenne, etc), les médecins médiévaux européens (Arnaud de Villeneuve, Aldebrandin de Sienne, etc).

## Ingrédients clés
L'olive, le blé et le raisin, produisant respectivement l'huile d'olive, le pain et le vin, sont identifiés comme la « trinité » des ingrédients de base de la cuisine méditerranéenne traditionnelle, aussi nommée « triade méditerranéenne »,.

### Olive

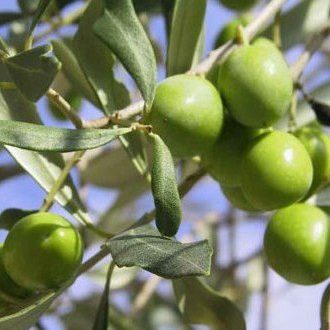
Olives vertes.

L'olivier semble avoir été domestiqué dans la région de Perse et de Mésopotamie, il y a au moins 6 000 ans. Il s'est répandu à partir de là dans les régions voisines et a été cultivé depuis le début de l'âge du bronze (jusqu'à 3 150 avant J-C) dans le sud de la Turquie, au Levant et en Crète,. En 2021, les dix pays ayant les plus grosses récoltes sont tous situés dans le bassin méditerranéen : ensemble, ils produisent 95 % des olives mondiales.
L'olive donne des fruits amers, rendus comestibles par le séchage et la fermentation, ainsi que de l'huile d'olive. Environ 90 % de la production fruitière en 1996 est destinée à l'huile d'olive. La région méditerranéenne représente la plus grande consommation d'huile d'olive au monde : en 2014, le pays le plus consommateur, la Grèce, en utilisait 17 kg par habitant, l'Italie, 12 kg, l'Espagne, 13 kg. A titre de comparaison, les États-Unis, n'ont utilisé que 1 kg par personne.

### Blé

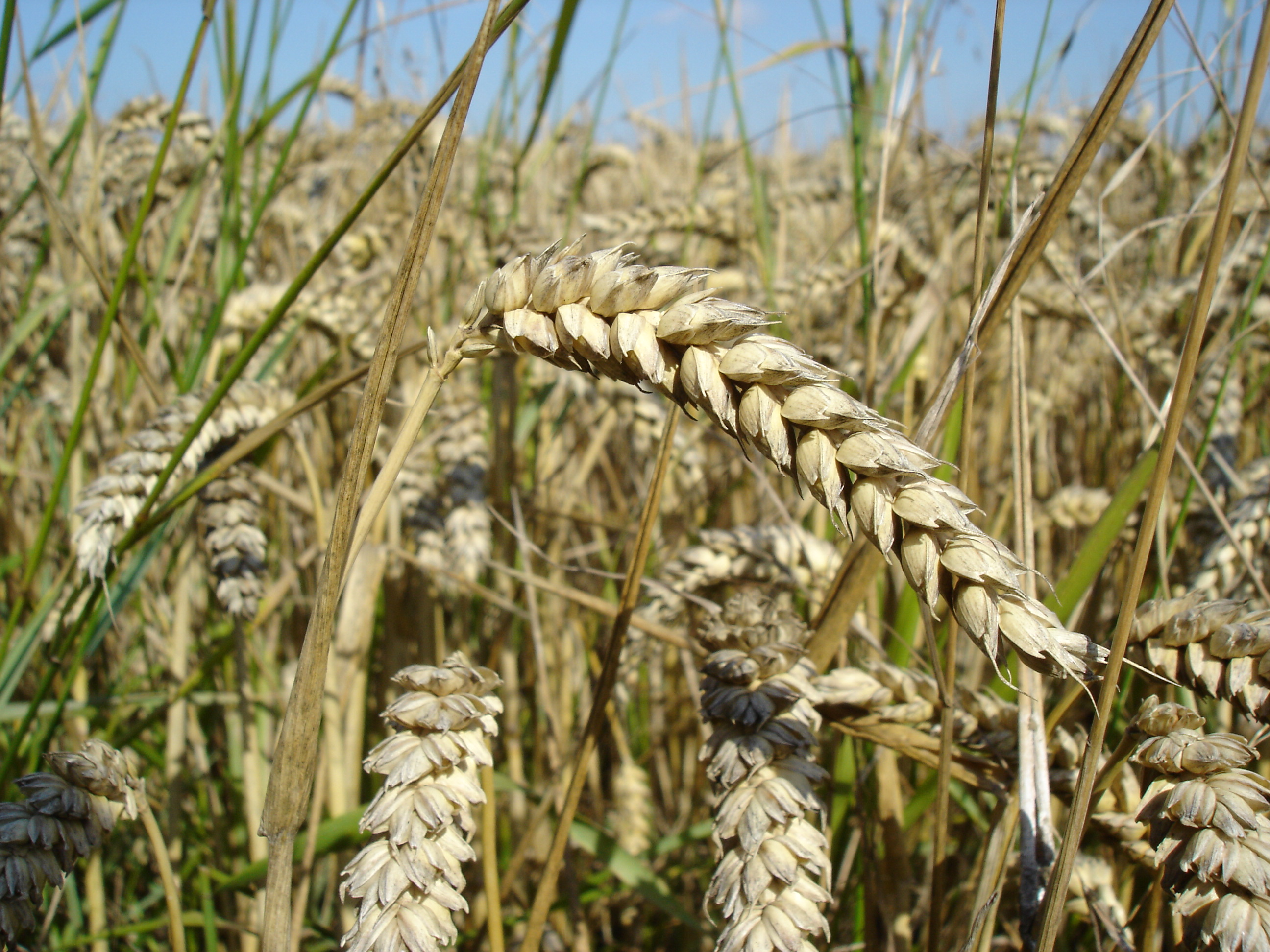
Blé mur.

Le blé a été domestiqué dans le croissant fertile et au Levant, il y a environ 10 000 ans. Ses ancêtres comprennent le blé sauvage (Triticum urtatu), qui a été hybridé, récolté et semé pour créer des variétés domestiques avec des grains plus gros, dans des épis qui se brisent moins facilement que les formes sauvages. Il s'est répandu dans toute la région méditerranéenne jusqu'en Espagne vers 5 000 avant J-C.
Le blé est un aliment de base dans la région méditerranéenne. Le pain de blé jouait déjà un rôle crucial dans l’empire romain, qui comprenait toute la région. A cette époque, il y a environ 2 000 ans, l'Afrique du Nord était le « grenier » de l'empire,. Le blé est également la source d'autres aliments méditerranéens de base comme les pâtes alimentaires, les pâtes pâtissières (pâtes feuilletée, brisée, phyllo, à pizza et feuille de brick), ainsi que les produits à base de semoule tels que la graine de couscous et le boulghour,,,. À leur tour, ceux-ci sont transformés en plats tels que le couscous, le taboulé et le kebbé, le halva ainsi que les pâtisseries sucrées (pâtisserie orientale, baklava, galaktoboúreko) ou salées (börek, pastilla, tajine tunisien),,.

### Raisin

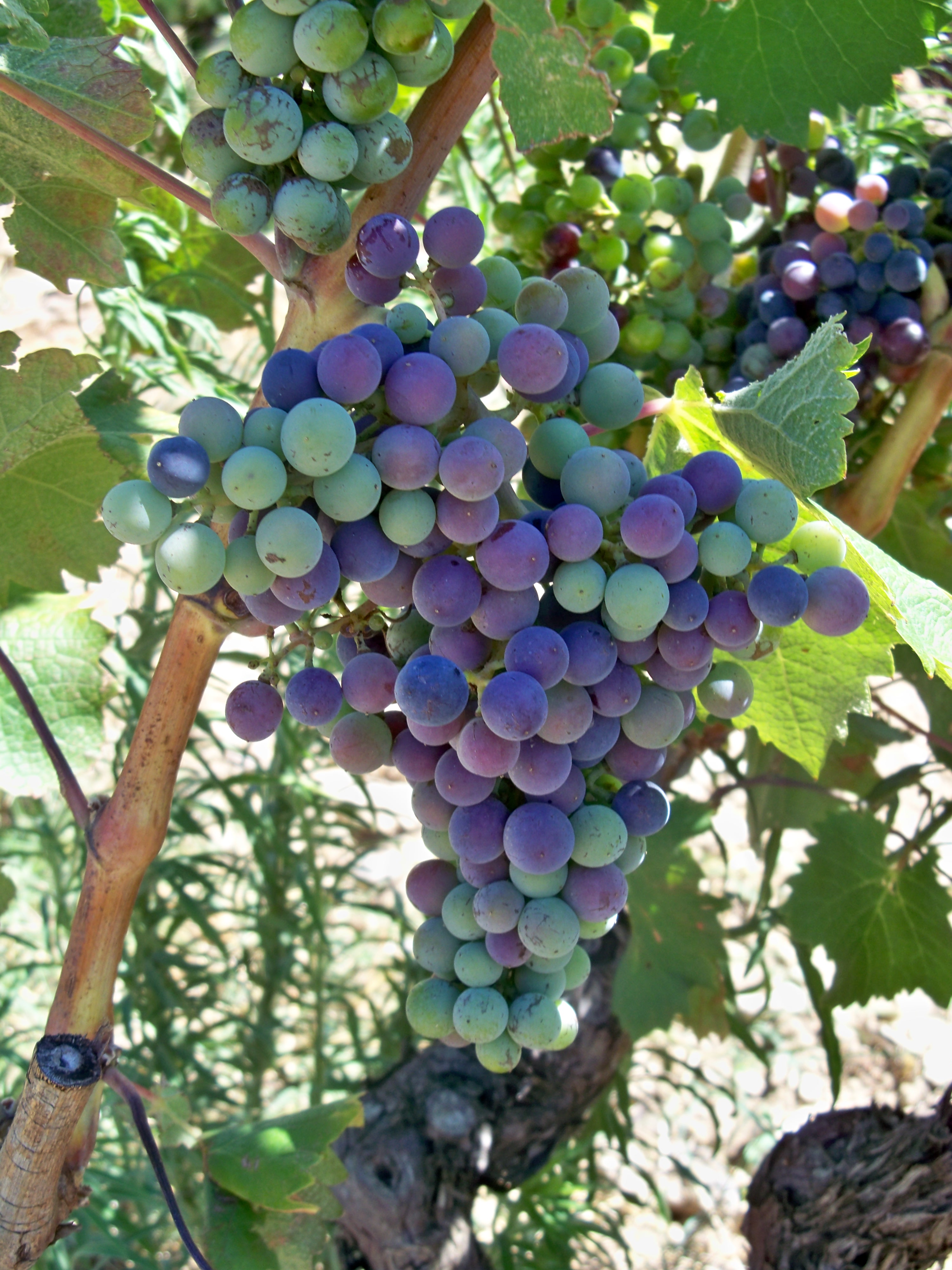
Véraison d'une grappe de raisin.

Le raisin a été domestiqué entre 7 000 et 4 000 avant J-C au Proche-Orient et en Transcaucasie, d'après une étude génétique réalisée sur des populations distinctes de vignes sauvages (Vitis vinifera subsp. sylvestris). Des preuves archéologiques montrent que le vin est fabriqué dès 6 000 avant J-C. Des croisements ont ensuite été réalisés entre des vignes domestiques du Proche-Orient et des vignes sauvages d'Europe occidentale,. Des traces de fabrication de vin sont retrouvées en Grèce et Crète vers 5 000 avant J-C, puis en Espagne au dernier millénaire av. J.-C. La vinification a commencé en Italie au IXe siècle avant J-C et en France vers 600 avant J-C,. Les raisins sont principalement cultivés pour fabriquer du vin et du vinaigre, éléments de base du régime méditerranéen, ainsi que pour être séchés sous forme de raisins secs ou consommés sous forme de raisins de table. Les raisins secs et les cépages de table sont choisis pour leur saveur.

## Cuisine

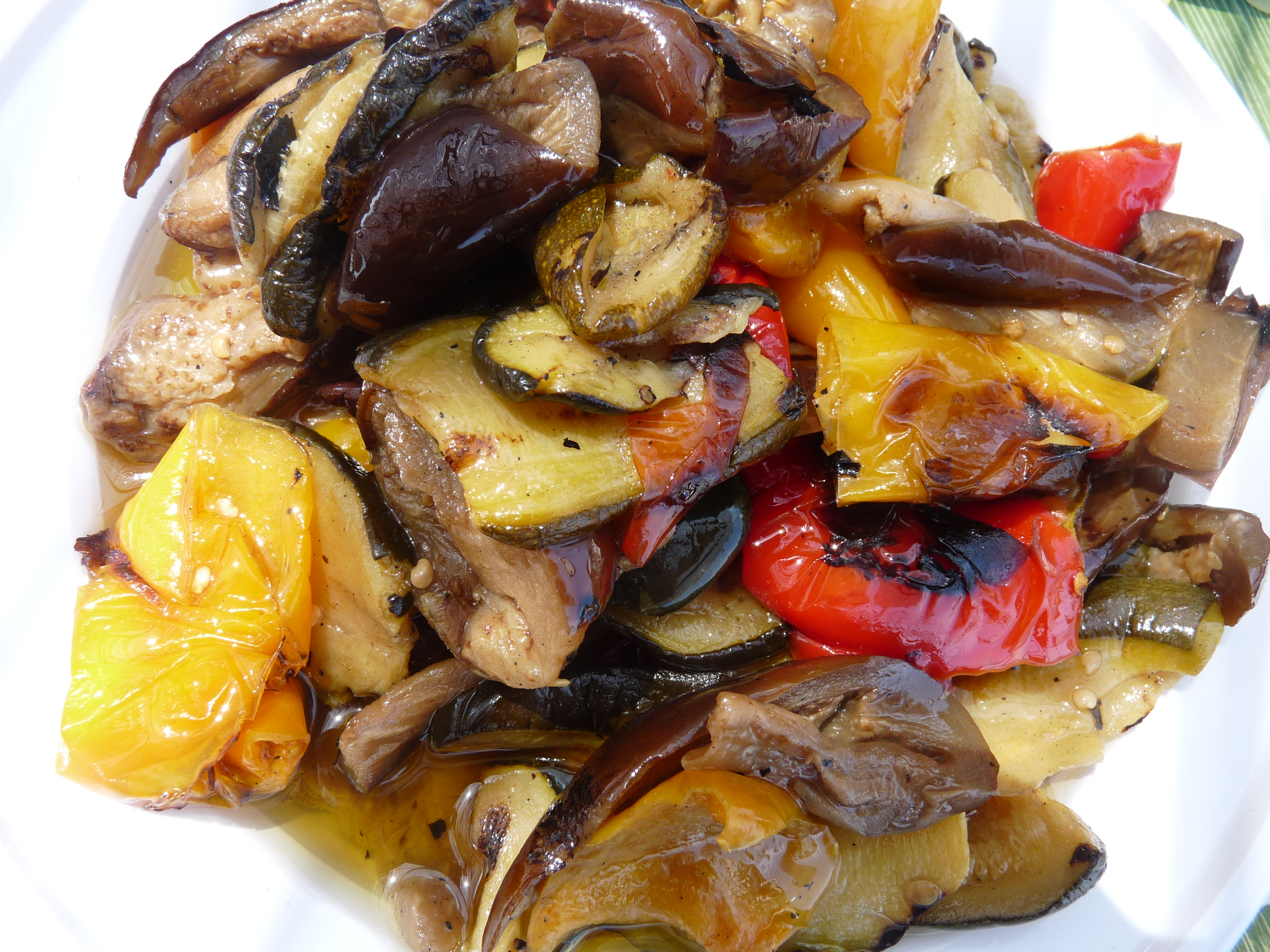
Plat d'aubergines, poivrons et courgettes correspondant à plusieurs plats méditerranéens : ratatouille, caponata, samfaina, etc.

Les liens historiques de la région méditerranéenne, ainsi que l'impact de la mer Méditerranée sur le climat et l'économie de la région, impliquent que ces cuisines partagent des plats au-delà du trio principal huile d'olive, pain et vin,. Des éléments récurrents sont identifiés dans la nourriture de la région méditerranéenne comme,,,, :
- des épices, herbes aromatiques et condiments : romarin, origan, fenouil, fenugrec, basilic, thym, persil, coriandre, poivre, piment, sésame, cumin, menthe, paprika, cannelle ;
- des légumes et légumineuses : aubergine, fève, tomate, olive, ail, courgette, concombre, oignon, pomme de terre, pois chiche, lentille, haricot ;
- des fruits et fruit secs : melon, figue, figue de Barbarie, abricot, prune, pêche, raisin, fraise, pastèque, citron, amande, pistache, cerise, grenade, orange, mandarine, noix ;
- des viandes : agneau et mouton, bœuf et veau, porc sauf pour les communautés musulmanes et juives ;
- des poissons et des fruits de mer : daurade, rouget, sardine, calamar, poulpe, œufs de poisson salés comme la poutargue ;
- un grand nombre de fromages régionaux, notamment au lait de brebis ou de chèvre ;

Ces ingrédients communs impliquent des ressemblances entre différents plats méditerranéens : des ragoûts de viande avec des légumes et de la tomate (par exemple, l'andrajos (en) espagnol, l'estouffade à la provençale, la ciambotta italienne ou le buğu kebabı turc), des ragoûts de légumes (par exemple, les ratatouille, piperade et chichoumeille français, les caponata et peperonata italiennes, les pisto manchego, samfaina et tumbet espagnols, le djuwetsch des Balkans ou encore la chakchouka maghrébine), des soupes de poissons (par exemple la bouillabaisse française et la caldeirada portugaise). 

Carte des alcools à base d'anis dans la région méditerranéenne.

Les spiritueux à base d'anis sont consommés dans de nombreux pays du pourtour méditerranéen (anisette, pastis, patxaran, rakı, ouzo, tsípouro, sambuca, arak, etc).
Malgré cela, les terres bordant la mer Méditerranée ont des cuisines régionales distinctes. Chacune de ces cuisines présente, à son tour, des variations nationales et provinciales.

### Cuisine maghrébine

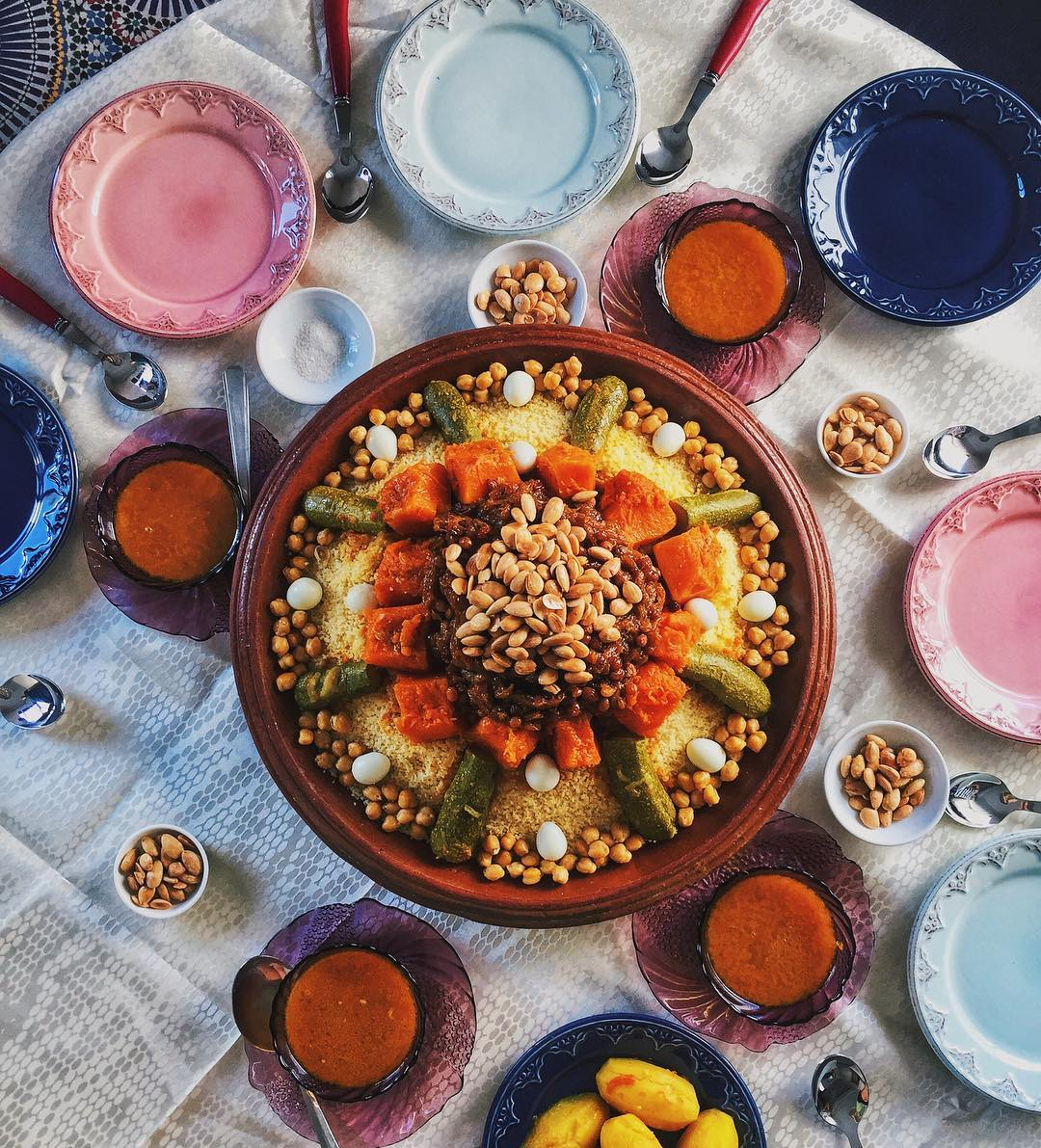
Couscous.

La cuisine méditerranéenne des pays du Maghreb comprend les cuisines de l'Algérie, de la Libye, du Maroc et de la Tunisie et trouve son origine dans la cuisine berbère. Cette cuisine fait appel à une multitude d'aliments, en particulier légumes, céréales, produits depuis toujours en abondance dans la région, appelée « grenier de Rome » puis « grenier de l'Europe ». Le passé du Maghreb, entre conquêtes et déplacements démographiques, a contribué à l'échange de plats de différentes régions méditerranéennes. Elle partage des similarités avec la cuisine arabe, ottomane, levantine, andalouse, pied-noire et juive (berbère et séfarade). Les féculents sont présents : semoule de blé, graines de couscous, vermicelles, fèves, lentilles, pois chiches. Les plats du Maghreb sont colorés avec des légumes comme les aubergines, les courgettes, les tomates, les pommes de terre, les olives, les concombres, les oignons et l'ail, et aromatisés avec des mélanges d'épices comme la harissa, le cumin, le paprika et le ras el-hanout (mélange moulu de cannelle, gingembre, coriandre, cardamome, noix de muscade, poivre noir et curcuma, etc). Les piments forts sont appréciés. Les herbes aromatiques sont utilisées en abondance pour rehausser le goût des mets et pour les parfumer (persil, romarin, origan, basilic, thym, anis, laurier, etc). Les plats mêlent souvent le sucré au salé. Ainsi d'autres arômes caractéristiques de la région sont les citrons confits et les fruits séchés ou secs (abricots, raisins, figues, dattes, amandes, etc). Les fruits frais sont également consommés, comme les grenades, les pêches, les cerises, les figues de Barbarie. De nombreux plats sont végétariens, mais la viande et le poissons sont également consommés, notamment bœuf, mouton, poulet, pigeon, sardine, daurade, crevette, merlan. Elles peuvent être grillées, cuites au four, cuites en ragoût et/ou à l'étouffée, ainsi que préparées sous forme de boulettes (kefta, boulettes de poisson) ou de charcuterie (merguez, cachir).
L'un des plats les plus caractéristiques de la région est le couscous, une semoule de blé à petits grains cuite à la vapeur, servie avec un ragoût. C'est un plat ancien et les premières traces de couscoussiers connues datent du IIIe siècle av J-C. On le retrouve par exemple également dans la cuisine sicilienne occidentale, notamment dans la province de Trapani, où il a été réintroduit après 1600. Un autre plat emblématique de la cuisine maghrébine est le tajine, un ragoût de viandes et de légumes, cuit à l'étouffée dans un plat doté d'un haut couvercle conique portant également le nom de tajine,. Couscous et tajines connaissent des variantes selon les régions du Maghreb. Parmi les autres ragoûts et plats maghrébins, on peut citer : dolma, loubia, chakchouka, rechta, seffa, tangia, méchoui, kamounia, kefteji, etc. L'utilisation de feuilles de brick se retrouve dans la confection de la pastilla, du tajine malsouka tunisien, des briouates et des boureks. On peut également retrouver des soupes comme la chorba et la harira, ou des salades comme le lablabi, la méchouia ou la chlada. L'eau de rose ou l'eau de fleur d'oranger servent à la fois à agrémenter les plats mais entrent aussi dans la composition de certaines pâtisseries orientales : baghrir, corne de gazelle, makroud, baklava, etc. D'autres ingrédients comme la menthe naânaâ servent à la préparation du thé à la menthe. Les maghrébins sont également des consommateurs de café torréfié. Les pains existent aussi en grand nombre : aghroum, kesra, taguella, matlouh, msemen et mahdjeb, etc. Des produits lactés sont également consommés, comme le lben, le rayeb et des fromages frais comme le jben,.

### Cuisine égyptienne

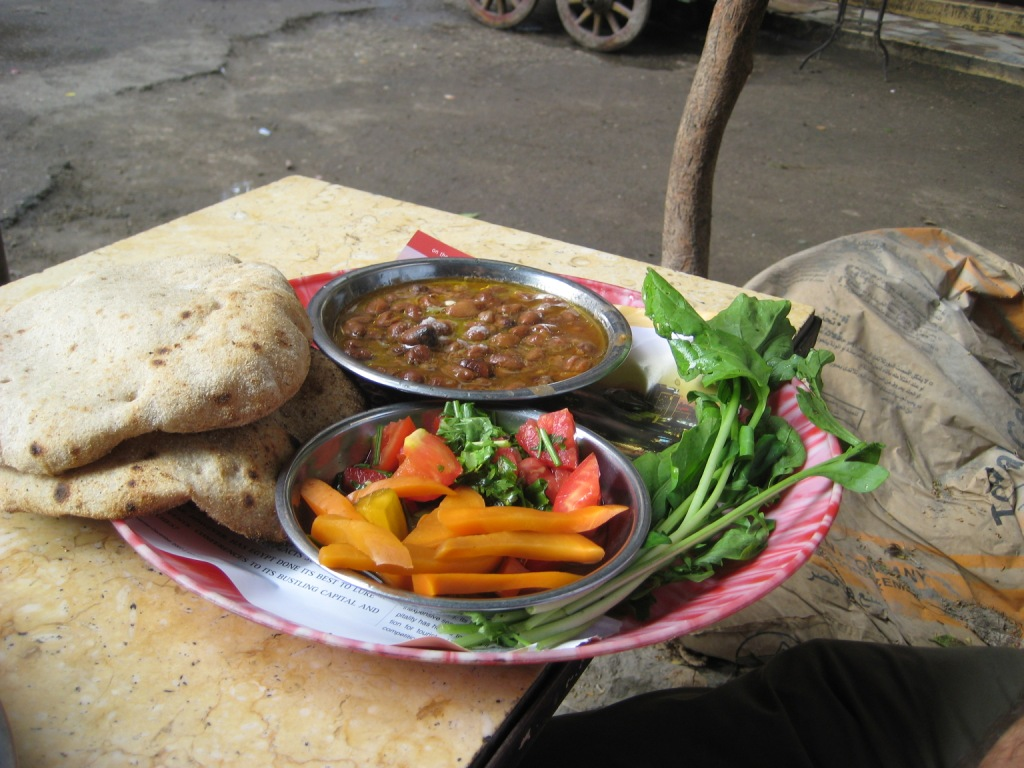
Foul medammis avec du pain et des légumes crus.

La cuisine égyptienne a des racines anciennes et partage des similarités avec la cuisine levantine et arabe. En plus d'avoir apporté la fermentation des céréales, permettant la fabrication du pain et de la bière, les égyptiens fabriquent du fromage en Égypte depuis au moins 3 000 avant J-C.
Cette cuisine propose un large choix de plats végétariens et végétaliens, utilisant des aubergines, des courgettes, ainsi que des céréales et féculents notamment le riz, le boulghour, les pois chiches, les fèves, les lentilles. Elle utilise également un grand nombre d'épices et d'herbes aromatiques : cumin, coriandre, cardamome, piment, anis, laurier, aneth, persil, cannelle, gingembre, menthe, clou de girofle, etc Le kochari est un plat végétalien composé de riz, de lentilles, de pâtes et d'oignons frits, agrémenté de sauce tomate et de sauce au piment rouge. Initialement nourriture des plus pauvres, il est devenu un plat national. Le foul medammis est également un plat national. Il est composé de fèves sèches bouillies, servies chaudes avec de l'huile et du citron avec des falafels sur une galette de pain. Également consommés au Levant, les falafels sont originaires de l'époque romaine d'Égypte. La cuisine égyptienne dispose d'un grand nombre de purées de légumes et de graines consommées avec du pain : baba ganousch, hommos, tahina, dukkah, etc,. Le pain est donc très présent dans la cuisine égyptienne, notamment sous forme de pain pita, de bataw (en), de eish fino (en), etc. Des soupes sont également consommées comme la mloukhiya. On retrouve également de la viande dans certains plats égyptiens comme les boulettes kofta et le kebâb de boeuf ou de mouton, mais aussi le pigeon que l'on farcit de riz, le poulet et le canard. Le foie, les rognons et la cervelle sont également consommés. La pâte phyllo et les kadaifs, des cheveux d'ange, sont utilisés dans la confection de pâtisseries comme les baqlawas, les kunafas et les basboussas. Le kahk, le qurabiya, le maamoul, le mehalabeya, le qatayef sont d'autres desserts typiques. De nombreux fruits sont consommés : figues, dattes, amandes, grenades, mangues, bananes, goyave. Du côté des boissons, les égyptiens consomment le thé à la menthe, le thé noir et le café arabe comme boissons chaudes, mais aussi des jus de fruits variés mélangés ou non à du lait, le aseer asab au sucre de canne, le karkadé à l'hibiscus et la limonade.

### Cuisine levantine

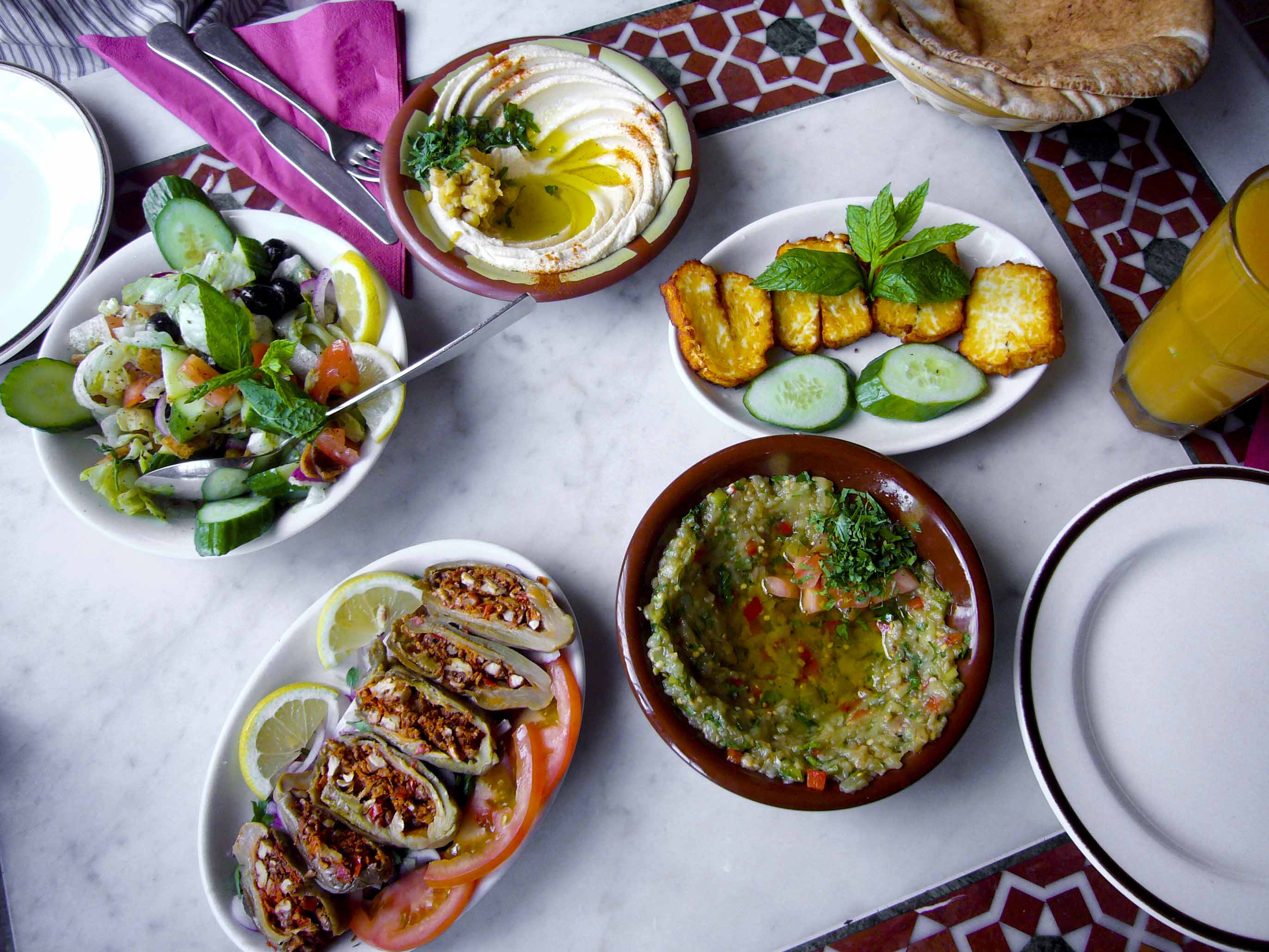
Mezzes.

La cuisine méditerranéenne levantine est la cuisine des états du Levant bordant la Méditerranée : Liban, Syrie, Palestine et Israël. Elle est proche des cuisines arabe, turque, égyptienne et maghrébine. L'histoire de la cuisine levantine remonte aux premières civilisations qui ont prospéré dans la région, telles que les cananéens, les israélites, les phéniciens et les hittites. Ces cultures anciennes ont développé des systèmes agricoles complexes, produisant des céréales, des légumineuses, des fruits et des légumes qui deviendront des aliments de base du régime levantin : aubergine, courgette, ail, pois chiche, fève, lentille, boulghour, riz, sésame, chou, olive, et plus récemment avocat. Plus tardivement, d'autres légumes trouvent leur popularité dans la cuisine levantine, comme les tomates et les concombres. Les herbes aromatiques et épices sont utilisées en grand nombre : persil, menthe, zaatar, sumac, thym, cardamome, piment, clou de girofle, cannelle, cumin, coriandre, etc. Le jus de citron et l'huile d'olive sont très présents pour assaisonner les plats. Parmi les aliments les plus distinctifs de cette cuisine figurent les petits plats traditionnels végétariens de mezzés comme le taboulé, le houmous, le baba ganousch, le tarator, le mouhammara, le tahini, le toum, etc. Ils sont consommés avec du pain pita ou khoubz. En couvrant le pain de zaatar, on obtient un manakish tandis qu'en le couvrant de viande, on obtient un sfiha. D'autres plats froids sont traditionnellement consommés comme la salade fattouche. On trouve également des viandes grillées comme l'agneau, le mouton, le bœuf, le poulet. Elles peuvent être mélangées comme dans le shawarma qui donne aussi son nom au sandwich, le koubideh, les keftas, les kebbés. Les viandes peuvent être utilisées farcies dans des légumes comme dans la dolma et le mahchi, ou sous forme de ragoût comme le maqlouba, le mansaf et le moghrabié. Le poisson, très consommé, est servi grillé ou frit, après avoir été farci d'épices, d'herbes et de citron,. Les crustacés sont également consommés dans des plats, comme les crevettes dans le zibdieh ou le crabe dans le shatta,. Les douceurs comprennent la baqlawa, la basboussa, le knafeh, les znoud as-sitt, le maamoul ou la glace bouza. La pistache et l'eau de rose sont des ingrédients couramment utilisés. Parmi les boissons les plus consommées, on retrouve l'ayran, le café arabe à la cardamome, l'arak. Plus récemment, le maté, boisson argentine est très consommée en Syrie, premier importateur mondial, et au Liban,.
Quant à la cuisine israélienne, celle-ci est bien plus récente et est une cuisine fusion incorpore beaucoup de plats mangés traditionnellement dans les cuisines moyen-orientale et maghrébine. Elle adopte des éléments de différents genres de cuisine juive mizrahi (taramasala, kebbé, falafel et pita falafel, houmous), sépharade (matbukha, chakchouka, bourek), et ashkénaze (schnitzel, kugel, gefilte fish), notamment lors de fêtes (jachnun, malawah, khallot, soufganiyot) ainsi que la tradition de manger cacher,,,. Les communautés arabes israéliennes (20 % de la population) se différencient par ses habitudes alimentaires, avec des traits palestiniens distinctifs,.

### Cuisine turque

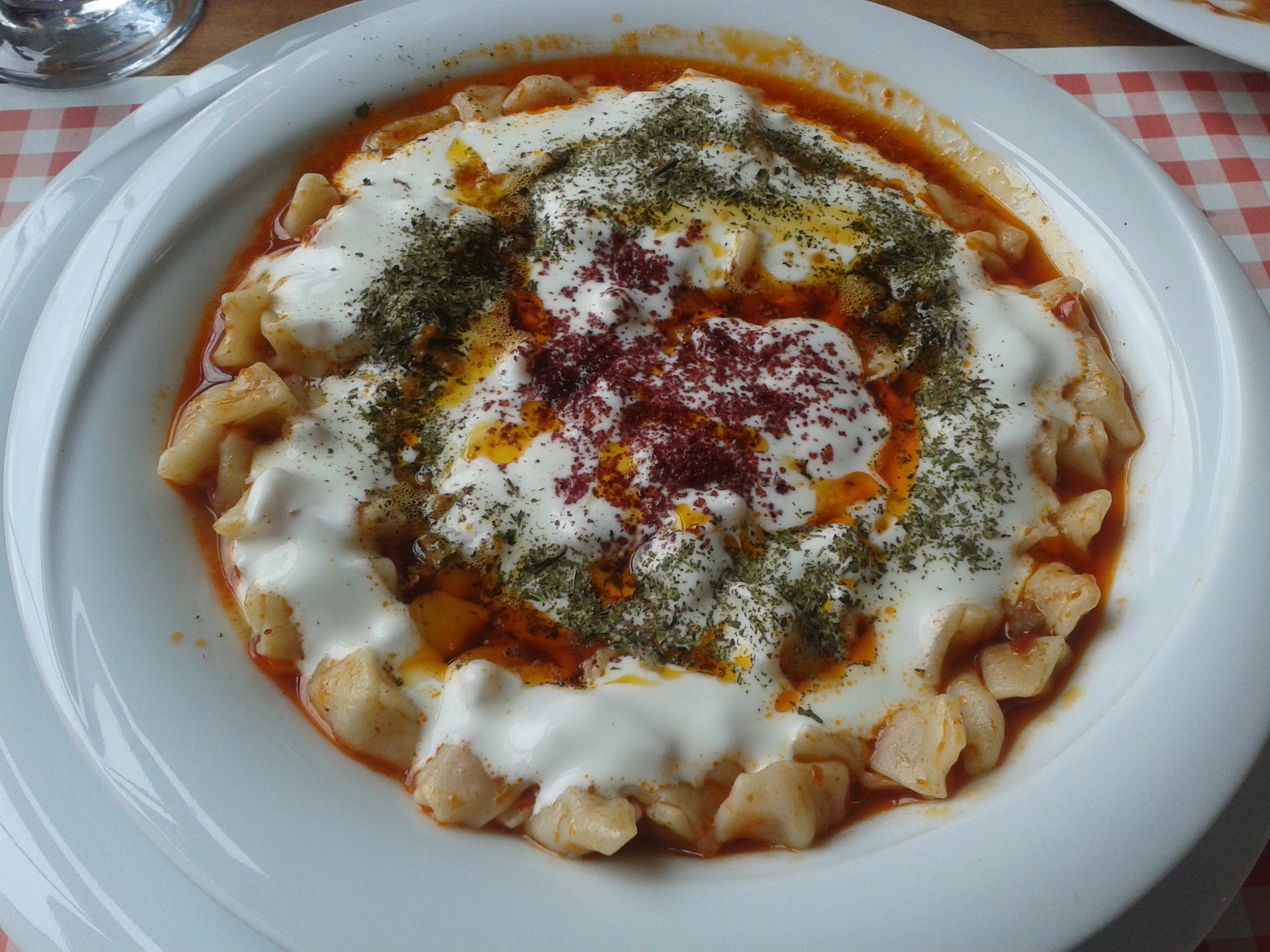
Mantı.

La cuisine turque moderne découle de la cuisine ottomane, qui a également donné naissance à la cuisine de certaines parties des Balkans et du Caucase, de Chypre et de la Grèce. C'est en quelques sortes une synthèse des traditions culinaires centre asiatique, perse, turcique, balkanique, arabe, levantine et byzantine,. Les ingrédients clés sont l'agneau, le poulet, le bœuf, le poisson, le riz, le boulghour, l'aubergine, le poivron vert, l'oignon, l'ail, l'huile d'olive, la lentille, le haricot, la courgette, le pois chiche, la tomate. Les fruits les plus utilisés sont la prune, l'abricot, la grenade, la poire, la pomme, le raisin, la figue, le coing et le citron, consommés tels quels, en jus de fruits, dans des plats ou des desserts comme le hoşaf. Les fruits à coque, en particulier les pistaches, les châtaignes, les amandes, les noisettes et les noix, ainsi que les épices, occupent une place particulière dans la cuisine turque et sont largement utilisées dans les desserts ou consommées séparément. Les produits laitiers comme le yoğurt, l'ayran ou les fromages au lait de brebis frais sont des éléments importants de la cuisine turque,,.
La cuisine turque varie selon les régions de la Turquie. La cuisine d'Istanbul, de Bursa, d'Izmir et du reste de la région d'Anatolie hérite de nombreux éléments de la cuisine de cour ottomane, notamment une utilisation modérée d'épices, une préférence pour le riz plutôt que le boulghour, les koftas et une plus grande disponibilité de ragoûts de légumes (türlü), d'aubergines, dolmas farcis et poissons. La cuisine de la région de la mer Noire utilise largement le poisson, en particulier l'anchois commun (hamsi), et comprend des plats à base de maïs. La cuisine du sud-est (par exemple Şanlıurfa, Gaziantep, Adıyaman et Adana) est célèbre pour sa variété de kebabs (döner, dürüm, adana, iskender, urfa, testi, etc), mezzés et desserts à base de pâte phyllo tels que le baklava, le şöbiyet, le kadayıf, le katmer et le künefe. Dans les régions occidentales de la Turquie, où les oliviers poussent en abondance, l'huile d'olive est le principal type d'huile utilisée pour la cuisine. Les cuisines des régions égéenne, de Marmaraereğlisi et méditerranéenne sont riches en légumes, herbes et poissons. L'Anatolie centrale possède de nombreuses spécialités célèbres, telles que le keşkek un ragoût de viande et de céréales, le mantı (notamment de Kayseri) qui est un plat de raviolis, le testi kebabı une viande cuite dans un pot en terre, et le gözleme une crêpe farcie de viande et de légumes,,.
Parmi d'autres plats très populaires en Turquie, il est possible de citer le menemen préparé avec des œufs, des tomates et des piments verts, la şakşuka une variante de la chakchouka servie avec du yoğurt, la çorba qui est une soupe, la pastırma avec des œufs, le arnavut ciğeri un plat de foie frit, le kumpir une pomme de terre farcie. Les turcs réalisent également un certain nombre de pâtisseries salées comme le börek, le lahmacun ou le pide. Parmi les desserts, en plus des pâtisseries à base de pâte phyllo, on retrouve des pâtisseries comme le halva, le loukoum, le şekerpare, mais également la glace dondurma à base de mastic. Du côté des boissons, il est possible de citer le rakı, une boisson alcoolisée à base d'anis, le çay qui est un thé noir, le café turc, l'ayran à base de yoğurt, le şalgam un jus de navet, le sharbat à base de fruits et de pétales de fleurs ou le boza une boisson fermentée à base de céréales,.

### Cuisine grecque

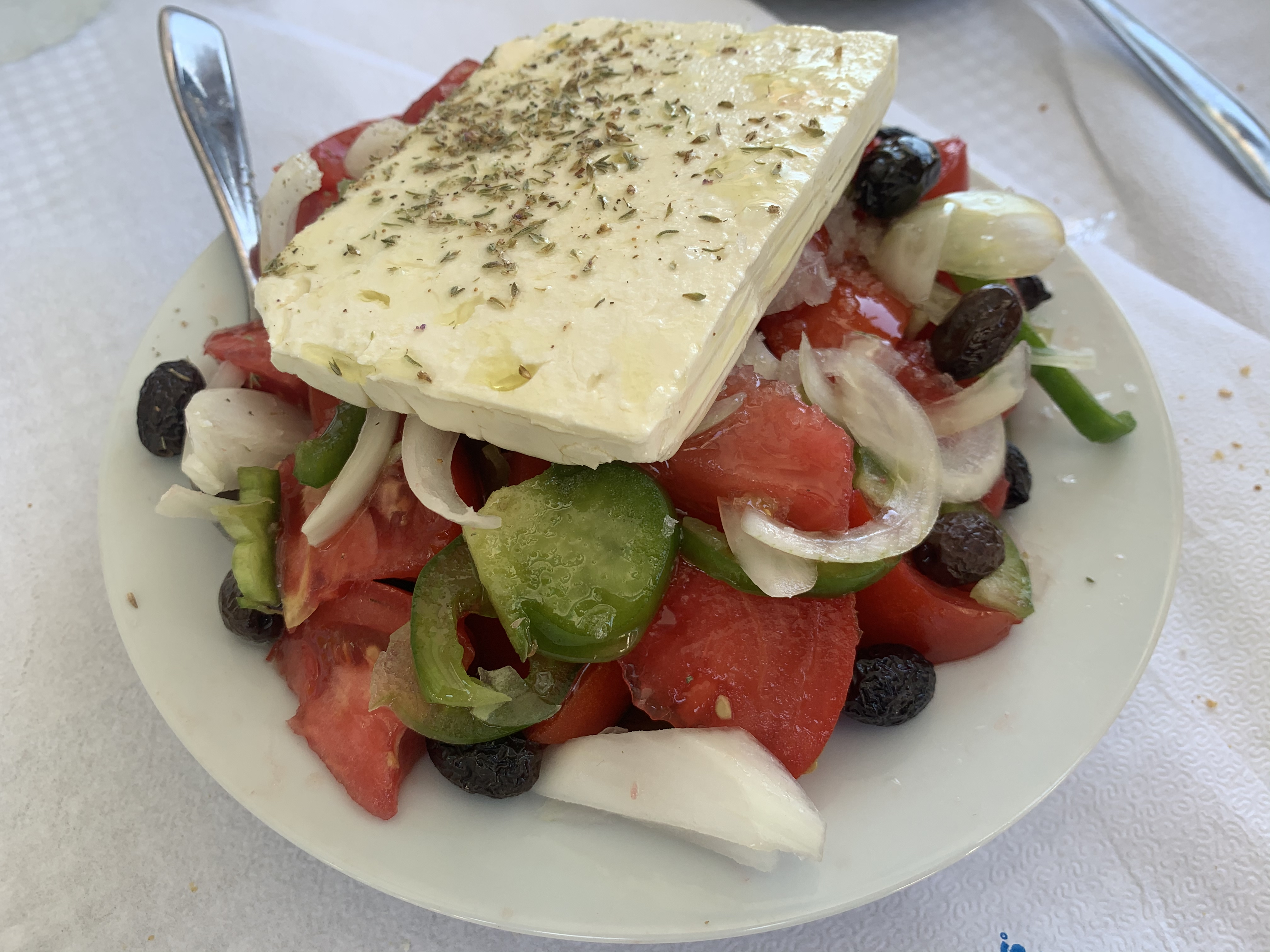
Salade grecque.

La cuisine grecque descend de la cuisine de la Grèce antique et a également été influencée par les cuisines romaine, byzantine et ottomane. Elle présente des similarités avec les cuisines turque, chypriote et italienne,. Elle fait largement appel aux légumes, à l'huile d'olive, aux céréales, au poisson, au vin et à la viande, notamment l'agneau, la volaille, le lapin et le porc. D'autres ingrédients importants comprennent les olives, le fromage (feta, kasséri, kefalotýri, etc), l'aubergine, la courgette, la tomate, le concombre, le jus de citron, les herbes aromatiques (origan, menthe, oignon, ail, aneth, cumin et laurier, etc), le miel, le pain et le yaourt. Cette cuisine dispose d'un certain nombre d'entrées froides : salade grecque ou crétoise, tarama, tzatzíki, dolmadakia, poulpe grillé servi froid, etc. Elle propose aussi des plats chauds à base de viande ou de poisson comme la moussaka, le pastítsio, le gyros, la keftedakia, le kokoretsi, le souvláki, le savoro, On trouve également des plats à base de pâte phyllo salés comme la spanakópita ou sucrés comme la baklava ou le bougatsa,.
Certains plats remontent à la Grèce antique : la soupe aux lentilles faki, la fasoláda, la retsina, un vin blanc ou rosé aromatisé à la résine de pin, et les pasteli, des graines de sésame cuites avec du miel. Certains plats des périodes hellénistique et romaine comprennent : le loukaniko qui est une saucisse de porc séchée, et d'autres de la période byzantine : le fromage feta, l'avgotaraho et la paximadhia, une biscotte. Le poisson mariné lakerda, le fromage mizithra et les desserts comme les diples, le koulourakia, le moustokouloura et le melomakarono remontent également à la période byzantine, tandis que la variété des différents pains pita remonte probablement à l'Antiquité. Une grande partie de la cuisine grecque s'inscrit dans la tradition plus large de la cuisine ottomane, les noms des plats révélant des racines arabes, persanes ou turques : moussaka, tzatzíki, yuvarlakia, keftes, etc. Les noms de nombreux plats sont probablement entrés dans le vocabulaire grec à l'époque ottomane, ou plus tôt au contact des Perses et des Arabes,,. Quant aux boissons, on retrouve des boissons alcoolisées comme le ouzo et le tsikoudiá à l'anis, le tsípouro, ainsi que du vin (Agiorgitiko, Assyrtiko, Malagousia, Retsina).

### Cuisine chypriote

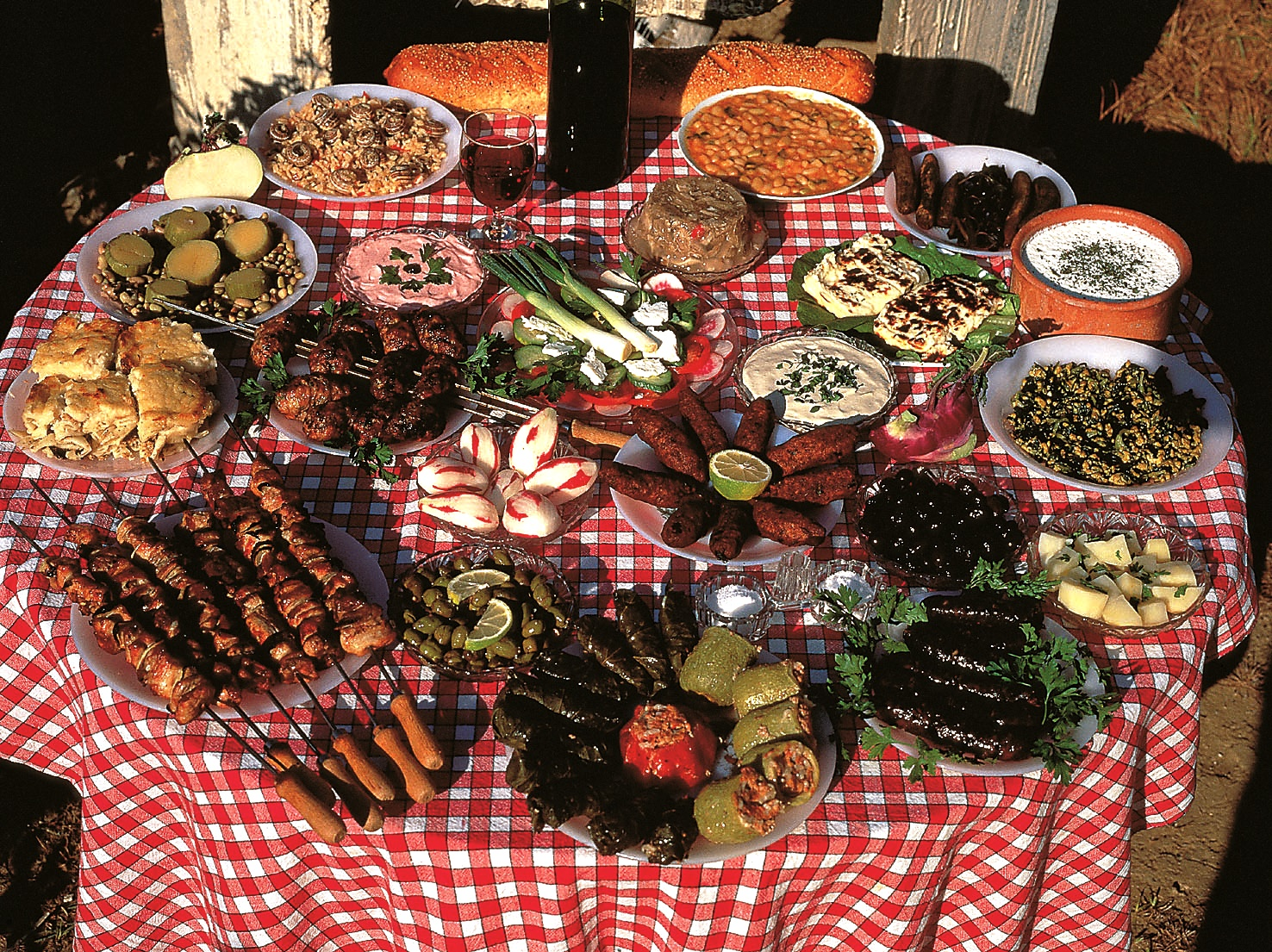
Mets et vins chypriotes.

La cuisine chypriote est la cuisine pratiquée sur l'île de Chypre, dans les deux États qui la composent : la république de Chypre et la république turque de Chypre du Nord. Elle est proche des cuisines grecque et turque. Comme elles, la cuisine chypriote découle d'influences orientales : byzantine et ottomane.
Les ingrédients les plus utilisés dans la cuisine chypriote sont les légumes verts : courgette, poivron, gombo,haricot vert, artichaut, carotte, tomate, concombre, laitue et feuille de vigne, ainsi que des légumes secs : haricot, cornille, pois, pois chiche, fève et lentille. On cultive également des fruits et des noix : poire, pomme, raisin, orange, mandarine, nectarine, baie de néflier, mûre, cerise, fraise, figue, pastèque, melon, avocat, citron, pistache, amande, châtaigne, noix et noisette. Les herbes et épices les plus utilisés dans la cuisine chypriote sont le poivre, le persil, la roquette, le céleri, la coriandre, le thym, l'origan, le cumin, la mélisse, la cannelle, la noix de muscade et la menthe. On retrouve aussi des produits laitiers comme le fromage halloumi qui est grillé ou frit et le yaourt à la menthe. Les viandes (principalement porc mais aussi poulet, agneau et mouton) ainsi que les poissons (pieuvre, seiche, rouget, bar et daurade, morue) sont traditionnellement cuits au barbecue ou au four. La morue est traditionnellement séchée et salée. Les plats principaux sont l'afélia, la moussaka, le koupepia  ou dolma, le kebab, le souvla, le lountza (en). Les mezes sont également présentes. Du côté des boissons, il est possible de citer l'ayran, le triantafyllo à base de rose de Damas. Les loukoums, ravanis, tulumbas, baklavas, flaouna (en), et bonbons à la cuillère (en) sont des desserts traditionnels,,.

### Cuisine balkanique

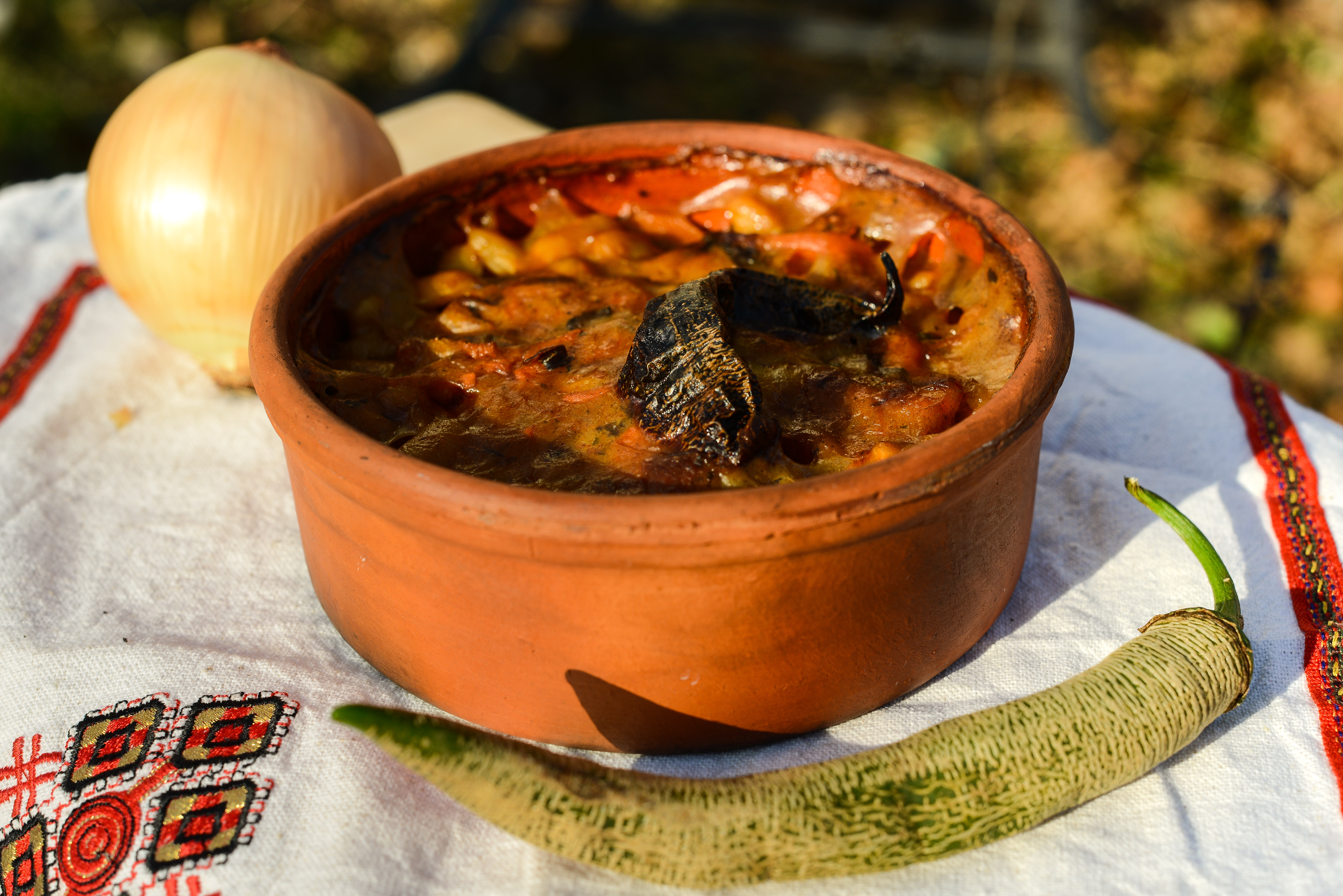
Tavče gravče.

La cuisine balkanique (en) méditerranéenne est la cuisine des pays des Balkans qui bordent la mer Méditerranée à savoir l'Albanie, la Bosnie-Herzégovine, la Croatie, le Monténégro et la Slovénie. Par extension, sont aussi incluses la Serbie et la Macédoine du Nord car leur cuisine adopte les codes de la cuisine méditerranéenne, bien qu'elles n'aient pas de côte. La Grèce et la Turquie font également partie des Balkans tout en possédant des côtes, mais sont généralement classées à part. La cuisine balkanique est ainsi proche des cuisines turque et grecque, mais également des cuisines slave et caucasienne. De par leur passé, la région a été influencée par la cuisine byzantine, la cuisine ottomane, la cuisine austro-hongroise et la cuisine vénitienne pour la région croate de la Dalmatie. La cuisine balkanique partage également des plats traditionnels avec la cuisine des roms vivant dans la région : kafenava, janija, etc.
La cuisine balkanique se caractérise par une cuisine très diversifiée, forte et épicée. En effet, du fait des différents climats des Balkans, on retrouve des légumes variés : oignon, ail, tomate, concombre, poivron, piment, épinard, feuilles de vigne, aubergine, courgette et artichaut, mais aussi chou, laitue, navet, betterave, haricot, carotte, pomme de terre, poireau et champignon. Les herbes sont populaires : basilic, cannelle, coriandre, lavande, origan, menthe poivrée, romarin, thym, laurier, vanille, safran. Les légumes marinés et les petits piments forts sont ainsi ingrédients courants les poivrons apparaissant dans la tartinade d'ajvar,. Les plats utilisent fréquemment des légumes farcis comme le sarma qui est préparé avec des feuilles de chou farcies. On retrouve aussi des mezés et les börek. Les viandes les plus communes sont le boeuf, le veau et le porc sauf dans les régions musulmanes. Les abats, comme les intestins et la tête sont couramment utilisés. Les poissons, truite, calamar, poulpe, seiche, rouget, bar, daurade, sont également très consommés.
Les fromages comme la feta, le livno, le paški sir sont également des ingrédients populaires. De nombreux plats sont servis avec des crèmes épaisses tels le kajmak et le pavlaka, ainsi qu'avec l'avgolémono, une sauce aux œufs et au citron. Parmi les plats emblématiques, on peut citer le ćevapi, le fërgesë (sq), le tavë kosi (en), le gulaš, le pljeskavica, le begova čorba, le djuwetsch, le grašak, le kachamak, la moussaka, l'ajdovi žganci (en), les fužis, le tavče gravče, le gibanica,.
Les desserts populaires incluent le baklava et le halva présents dans d'autres régions méditerranéennes mais également la palačinka, le savijača, le krofne (en), le cremeschnitte (en), le proja (en), le fifli, le tulumba, les bonbons à la cuillère (en). Parmi les boissons alcoolisées, l'eau-de-vie de fruits rakija est souvent bue. On retrouve également un grand nombre de liqueurs. Les habitants des balkans consomment également le café turc, l'ayran et le kéfir.

### Cuisine italienne

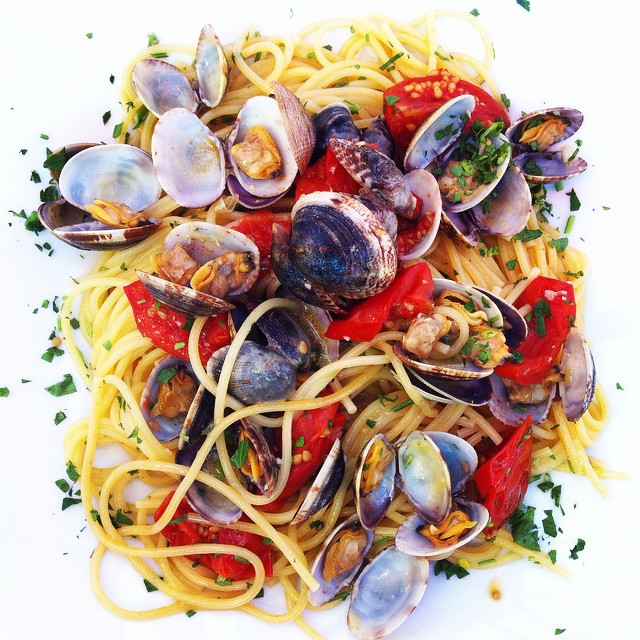
Spaghetti alle vongole.

La cuisine méditerranéenne italienne inclut la plupart de l'Italie, sauf le nord et les zones montagneuses. Elle se caractérise par la variété des produits utilisés en Italie, ainsi que par une grande diversité régionale : abruzzaise, ligure, napolitaine, apulienne, sarde, romaine, romagnole, sicilienne, toscane, vénitienne, calabraise. Comme tous les pays de la Méditerranée, la cuisine italienne est héritière de la cuisine de la Rome antique.

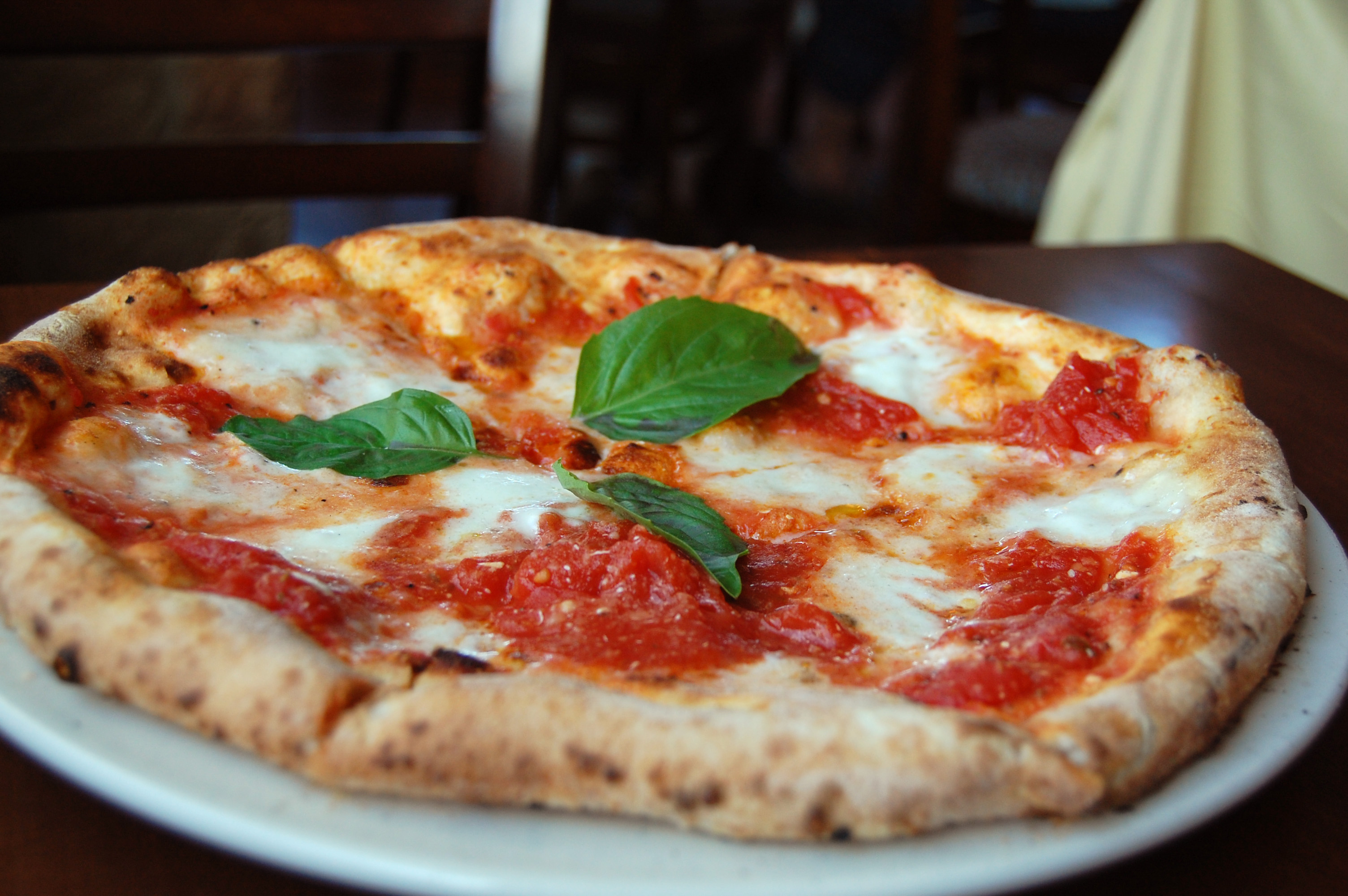
Pizza napolitaine margherita.

La cuisine italienne est riche en huile d'olive, légumes (aubergine, courgette, tomate, poivron, oignon, ail, olive, artichaut, piment, épinard, brocoli, endive, pois chiche, pomme de terre, asperge), fruits (orange, melon, pastèque, citron, figue) et herbes (basilic, romarin, thym, origan, persil, sarriette, câpre),. Le vinaigre balsamique et le pesto, à base de basilic, sont utilisés comme condiments. L'Italie comporte un nombre important de fromages : mozzarella di bufala, parmigiano reggiano, pecorino, gorgonzola, ricotta, mascarpone, grana padano, burrata, scamorza, etc. Sur les littoraux, le poisson et les fruits de mer (morue fraiche ou salée, daurade royale, anchois, poulpe, calmar, espadon, merlu, sardine, seiche, palourde, sole, thon, moule) sont consommés abondamment dans des plats comme le cacciucco, la burrida, le cappon magro, etc. Le bœuf, le poulet et le porc en charcuterie (mortadella, pancetta, guanciale, coppa, divers prosciutti et jambons, salami) sont les viandes les plus consommées. Elles sont grillées (bistecca alla fiorentina, saltimbocca, arrosticini), cuites au four (abbacchio), panées (cotoletta alla milanese), crues (carpaccio), ou préparées dans des ragùs accompagnant des pâtes (ossobuco, pollo alla cacciatora, polpetta),. On trouve également des ragùs végétariens comme la parmigiana ou la ciambotta. Ainsi, les pâtes sèches et fraiches sont omniprésentes (penne, maccheroni, spaghetti, linguine, fusilli, lasagne, tagliatelle, ravioli) et permettent la préparation de nombreux plats emblématiques : pâtes alla bolognese, alla carbonara, alla Norma, alla puttanesca, alle vongole, lasagnes à diverses sauces, etc. Les pâtes peuvent aussi être consommées plus « simplement avec de l'huile d'olive et de l'ail », sans fromage, ou avec une sauce de « tomates pelées bien rouges et mûres », cuites brièvement et parfumées à l'ail et soit au basilic, soit au persil. D'autres féculents sont également utilisés comme le riz, présent dans le risotto, les gnocchi à base de farine de blé et de pomme de terre, et la polenta à base de farine de maïs. La farine de blé, utilisée pour fabriquer les pâtes, est aussi employée dans la fabrication du pain (focaccia, ciabatta, pagnotta del Dittaino, pane sciocco, etc), et des pâtes à pizza. La pizza, originaire de Naples, est le plat le plus emblématique d'Italie, consommée à présent partout dans le pays et dans le monde,. Les garnitures traditionnelles sont variées : napolitaine, marinara, margherita et fritta de Naples, sicilienne de Sicile, calzone des Pouilles, regina, quattro stagioni, quattro formaggi et capricciosa sans origine précise. La cuisine italienne comporte également des antipasti, des entrées aux ingrédients variés équivalentes aux mezzés, tapas et amuse-gueules : bruschetta, salade caprese, olive ascolane, arancini, mais aussi légumes crus, séchés, marinés, confits ou marinés, assiette de charcuterie et fromages, etc,,.
L'Italie bénéficie d'un certain nombre de desserts et pâtisseries : cannolo, cornetto, panna cotta, panettone, profiterole, tiramisù, sfogliatella, panforte, pastiera et diverses tortas, struffoli, crostata, amaretti. Elle dispose aussi de desserts glacés comme la crème glacée gelato ou la granita. En plus d'un nombre important de vins (aglianico, prosecco, lambrusco, abruzzo, barbera, cortese, etc), de nombreuses liqueurs sont également produites (amaretto, fernet, génépì, limoncello, marsala, vermouth, sambuca). Ils entrent dans la fabrication de cocktails comme le spritz ou le martini. Les italiens sont également de grands consommateurs de café (ristretto, espresso, cappuccino, macchiato, mocaccino, latte, etc).

### Cuisine maltaise

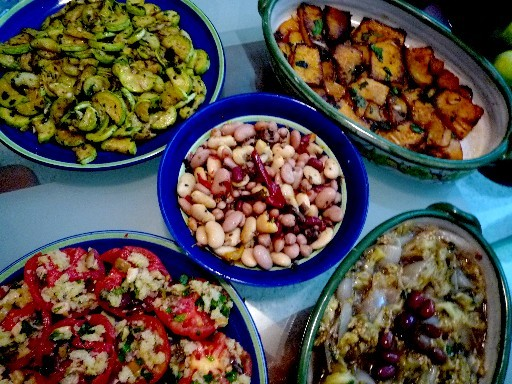
Antipasti maltais.

La cuisine maltaise est une cuisine qui a été influencée par la cuisine italienne, notamment sicilienne, et maghrébine, en particulier tunisienne. La longue occupation britannique n’a pas manqué non plus d'imprimer sa marque. En tant que cuisine insulaire, l'utilisation du poisson (daurade coryphène appelée lampuka, thons blanc et rouge, espadon, pageot rose, mérou, bar, maquereau, sardine, morue, calmar, pieuvre) est marquée. Traditionnellement, la consommation de viande est faible du fait de l'absence de prairies de pâturage. La seule consommation était la viande de réforme, c'est-à-dire celle des bœufs de trait, des chevaux, des chèvres et des moutons, trop âgés pour être encore utiles ou pour donner assez de lait. On retrouve toutefois de la viande de porc sous forme de charcuterie. L'animal emblématique de la cuisine maltaise est le lapin, appelé fenek, que l'on utilise pour préparer un ragoût de lapin et de spaghetti appelé fenkata. Le lait, principalement de chèvre et de brebis est consommé et utilisé dans la confection de fromages comme le ġbejna, mais aussi la ricotta italienne. De nombreux fruits, légumes et légumineuses sont cultivés : tomate, courgette, courgette ronde, aubergine, poivron, laitue, pomme de terre, carotte, navet, céleri, potiron, chou, chou-fleur, olive, artichaut, fève, haricot, haricot vert, pois, petit pois, orange sanguine, bigarade, citron, figue, figue de Barbarie, caroube, poire, pêche, prune, raisin, pastèque. On trouve également des herbes aromatique à l'état sauvage : câpres, carvi, thym, romarin, laurier-sauce, ail, basilic, myrte, oignons, origan. Les boissons typiquement maltaises sont l'imbuljuta, une boisson chaude à base de marrons cuits avec du cacao dans du lait sucré aromatisé, la ruġġata, une boisson fraiche à base de lait d'amandes et le Kinnie, un soda doux-amer fabriqué à base de bigarade. Le kafe (café) est souvent bu nature, mais les maltais aiment bien « cuisiner » leur café : pour le kafé biz-zokk (littéralement « café avec une branche »), on ajoute une écorce de cannelle, et le kafé msajjar est un mélange de café avec de l'eau de fleur d'oranger, du miel, du sirop de caroube, un clou de girofle et de l'anis.
Les plats emblématiques de la cuisine maltaise sont : fenkata, déjà décrit plus haut, mais aussi timpana (macaronis en abaisse), braġjoli (paupiettes de veau), torta tal-lampuki (tourte de dorade), kappunata (ratatouille), patata il-forn (pommes de terre au four), imqaret (biscuits de dattes), qagħaq ta' l-għasel (gâteau au miel), kusksu (soupe de fèves). On retrouve aussi des desserts de fêtes comme prinjulata (gâteau de Carnaval) et figolli (gâteau de Pâques). Il ne faut pas oublier les en-cas maltais que sont pastizzi (friands à la ricotta) et hobz biz-zejt (pain à l'huile et à la tomate).

### Cuisine française

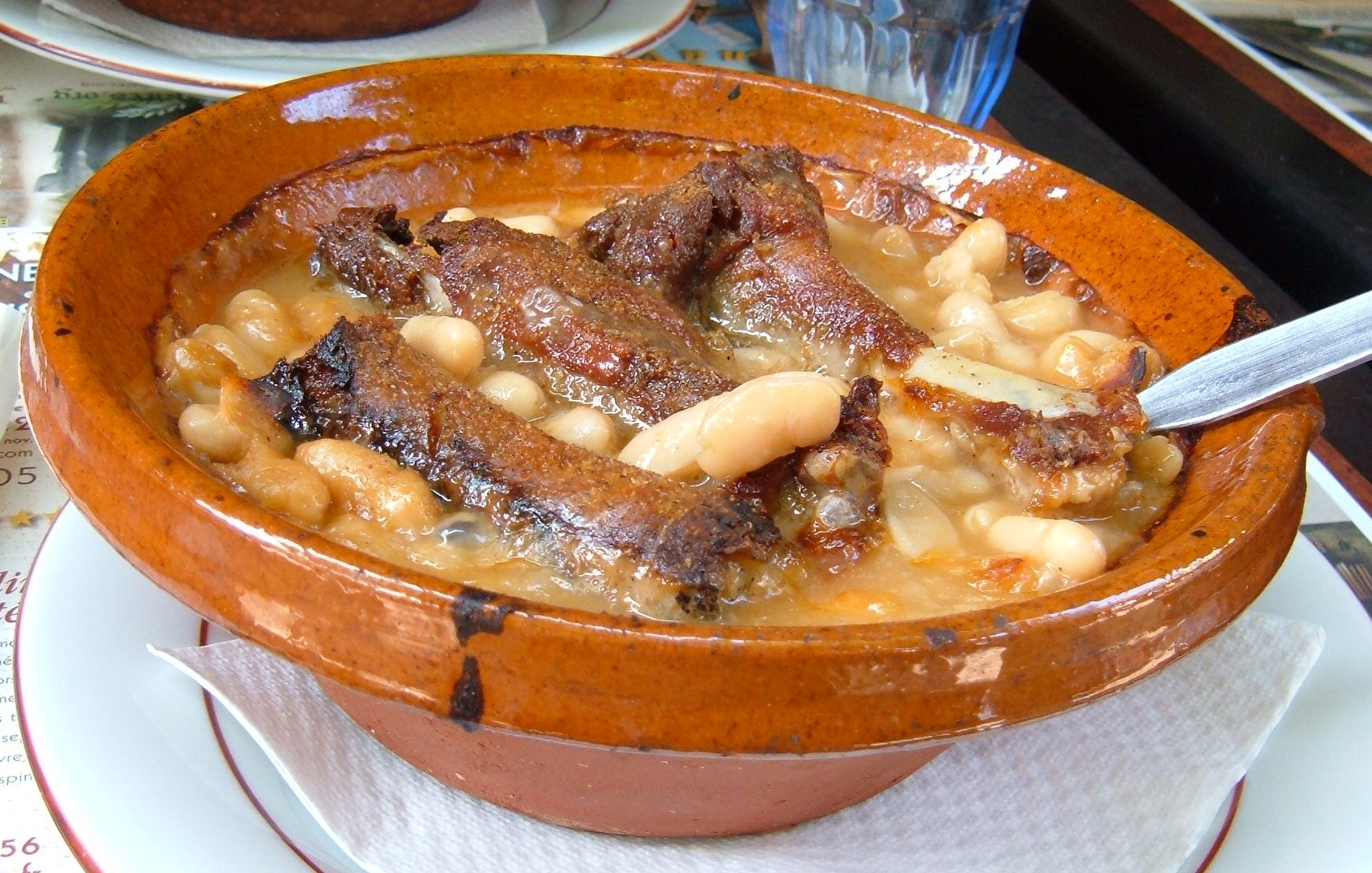
Cassoulet.

La cuisine méditerranéenne française correspond à la cuisine du midi de la France,, c'est-à-dire en grande partie à la région culturelle Occitanie, dont font partie le Languedoc et la Provence, mais aussi à la Catalogne nord et à la Corse. La cuisine occitane est ainsi proche des cuisines catalane et basque. Des différences dans les traditions culinaires s'observent d'une région à l'autre de l'Occitanie, par exemple dans l'usage de la graisse de canard dans le sud-ouest,. Toutefois sont retrouvés dans la cuisine occitane, corse et catalane, les ingrédients clés de la cuisine méditerranéenne comme l'huile d'olive dont la France est la 8e consommatrice mondiale, les légumes verts (tomate, courgette, aubergine, poivron, pomme de terre, piment), les fruits (abricot, pêche, nectarine, clémentine, figue, fraise, kiwi, melon, pomme, pruneau, cerise, mûre, fraise, framboise, myrtille), et un grand nombre de fromages de chèvre et de brebis, mais aussi de vache (cabécou, diverses tommes, Roquefort, divers bleus, brousse, caillé, cantal, brocciu, casgiu merzu, mató, migliacciu, etc). On observe en outre un usage intensif d'herbes aromatiques (ail, thym, serpolet, marjolaine, origan, romarin, basilic, cerfeuil, estragon, livèche, sarriette, sauge, laurier sauce et fenouil) utilisées dans la confection des herbes de Provence et des bouquets garnis. D'autres condiments sont utilisés : moutarde violette de Brive, huile d'olive et aromatisée à la truffe, aïoli, eau de fleur d'oranger. La région offre une grande variété de champignons (cèpes, truffe), châtaignes, noix, baies, gibiers, miels. Cette cuisine est également riche en viande bovine et en volaille. La charcuterie est très présente : andouillette à la provençale, boudin à la viande et trulle, caillette, foie gras et terrine de foie gras, grillon, divers jambons et saucissons, magret, moutounesse, porchetta, saucisses de Toulouse et d'Arles, coppa di Corsica, figatellu, ventrèche, etc. Le poisson est principalement consommé dans les zones littorales, l'usage de l'anchois frais, en salaison ou mariné, est généralisé dans l'ensemble du territoire.

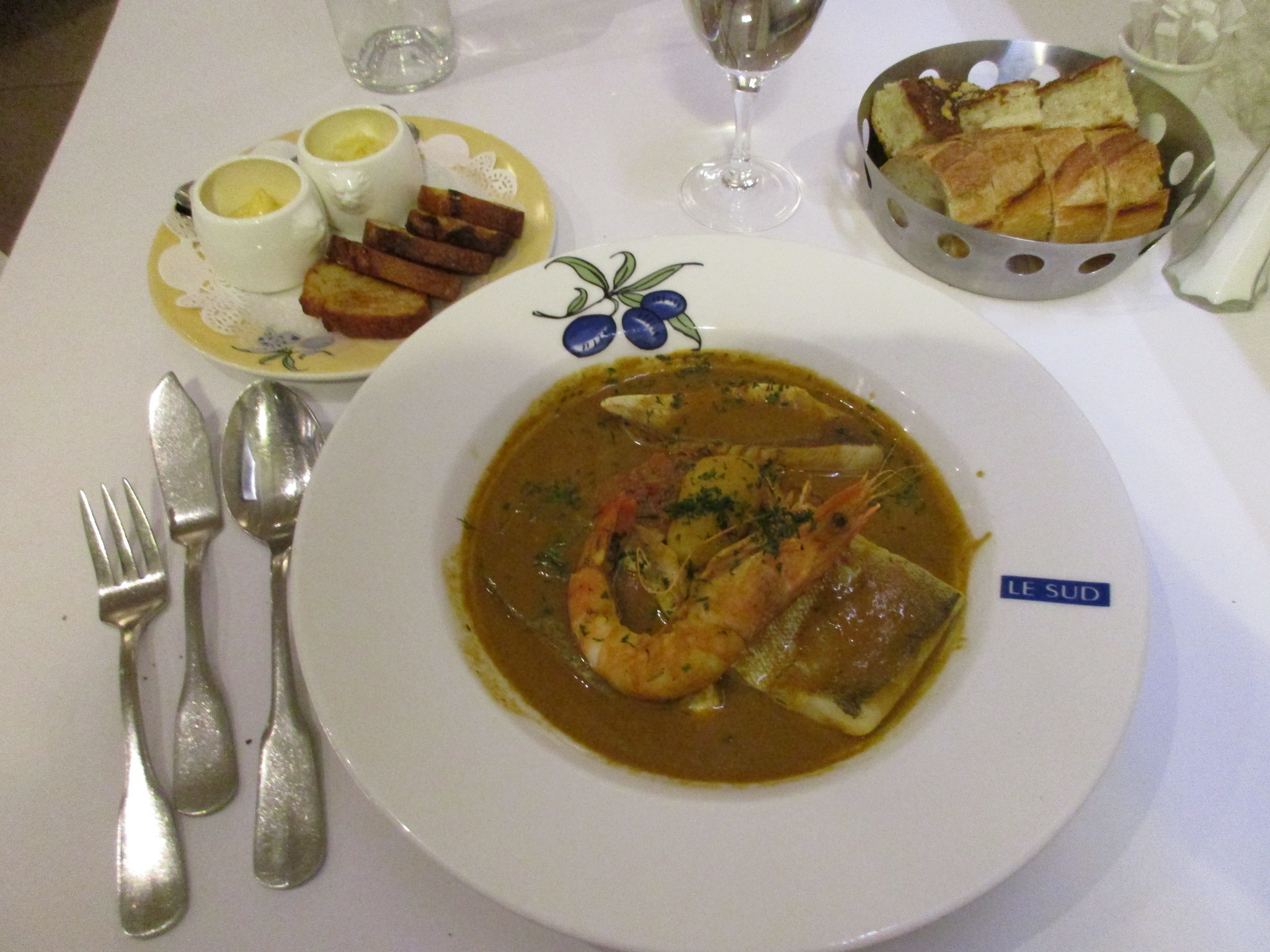
Bouillabaise.

La cuisine du midi de la France dispose d'un certain nombre de ragoûts et plats de viande (diverses daubes, cassoulet, diverses potées, alouettes sans tête, escaoudoun landais, garbure, boles de picolat, farçous, confit de canard, gigot pascal, salmis de palombe, axoa, tripoux et tripes, poulet aux gambas, civet de sanglier, diverses estouffades, farcis) ou de légumes (ratatouille, piperade, bohémienne, chichoumeille, caviar d'aubergine, soupe au pistou, aubergine à la bonifacienne, escalivade, ragoût de truffes), des plats de féculents (crouzet, macaronade, riz à la catalane, riz de Camargue, raviolis, riz Gaxuxa). On trouve ainsi un certain nombre de plats à base de poisson : bouillabaisse, bourride, brandade de morue, moules à la provençale, tielle, catigot d'anguilles, rouille de seiche, soupe de poissons à la sétoise. Les plats d'escargots sont notables : cargolade ou escargots à la provençale. Les repas sont accompagnés de pain comme de nombreux pains de campagne, la fougasse fourrée, le pain d'épeautre, la pissaladière, le pan bagnat, le pain crestou, etc. Du côté des desserts, on retrouve un grand nombre de gâteaux : clafoutis, canelé, croustade, fougasse pouvant également être salée, gâteau à la broche, navettes marseillaise ou provençale, pastis landais, tarte tropézienne, crème catalane, gâteau basque, canistrelli, rousquille, chichi frégi et churro, ainsi que des confiseries : divers berlingots, bonbon à la violette, cachou, calisson, confiture de pastèques, grisette de Montpellier, nougat de Sault, pâte de fruits. La cuisine du sud de la France dispose d'un grand nombre de boissons locales. Outre les nombreux vins (languedoc, côtes-de-provence, côtes-du-Roussillon, Collioure, muscat, côtes-du-Rhône, etc), le pastis, l'anisette et le patxaran – spiritueux à l'anis que l'on retrouve aussi dans les autres cuisines méditerranéennes – on peut citer également l'armagnac, le génépi, la chartreuse, le gambetta, le lillet, le myro, la liqueur de myrte, le ratafia, l'izarra, le picon. Quant aux boissons non alcoolisées, les français consomment des jus de raisin et de pomme, des sirops à l'eau comme le diabolo, de la limonade, du chocolat chaud et du café torréfié,,,,.

### Cuisine espagnole

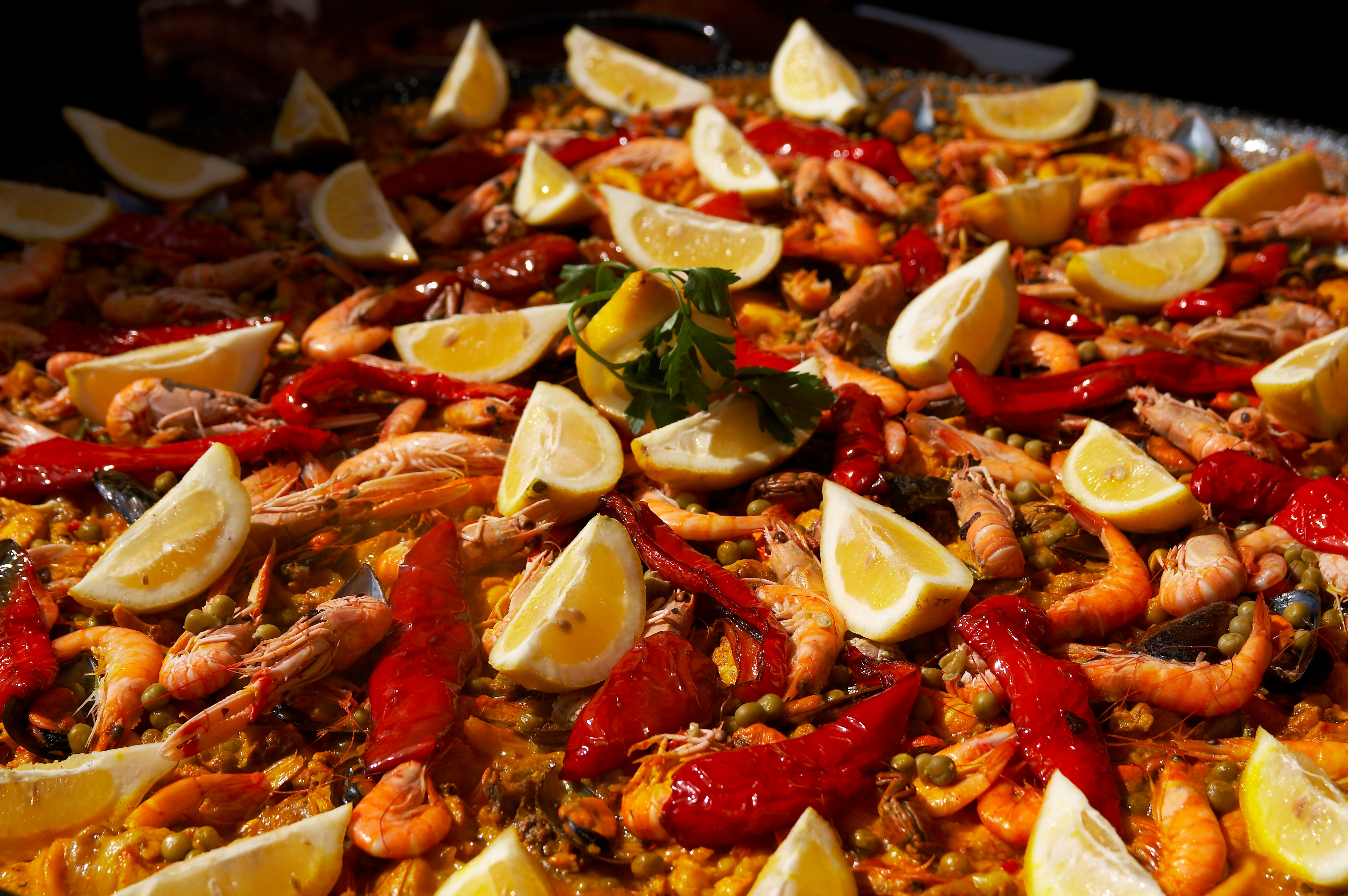
Paella.

La cuisine méditerranéenne espagnole comprend la cuisine d'Andalousie, de Murcie, de Catalogne, de Valence, des îles Baléares, et des villes autonomes de Ceuta et Melilla. Le poivron, le piment, l'ail, la tomate, l'oignon, l'aubergine, l'olive, l'artichaut, le pois chiche et le haricot sont les légumes et légumineuses qui se retrouvent à la base de la plupart des plats espagnols. Les oranges et citrons sont également beaucoup consommés. Cette cuisine utilise de nombreuses épices comme le safran, le pimentón, le cumin, la cannelle, la coriandre, le persil. C'est une gastronomie qui mêle souvent aussi le sucré et le salé, héritage des Maures. Ces légumes et ces épices permettent la création de sauces comme la salsa romesco et la salvitxada, ainsi que de soupes comme le gaspacho et le almorejo, l'ajo blanco et le suquet. La cuisine espagnole dispose d'un grand choix de charcuteries :  divers jambons ibériques, divers chorizos et chistorra, lomo, cecina, divers boudins noirs comme le morcilla et le patatera, fuet. De nombreux mets sont mijotés dans des plats en terre cuite ou en argile, ou dans la poêle typiquement espagnole, la paellera. La plancha est très utilisée pour griller aussi bien les viandes et les chorizos que les légumes. Les grillades ou asados de viande de porc (cochinillo), de bœuf, de veau ou de taureau, ainsi que la consommation de tripes (callos) et de nourriture frite sont répandues. Les poissons et les fruits de mer sont également consommés sur les côtes : anchois, morue, merlu, thon, sardine, bonite, coque, palourde, crabe, crevette, écrevisse, calmar, homard, seiche. Les fromages sont assez présents : divers quesos de vache ou de brebis, manchego, cabrales, torta del Casar, maó, mató, san simon da costa, garrotxa, tupí, etc.
Parmi les plats les plus emblématiques, on retrouve la paella, plat à base de riz, qui existe en de nombreuses versions (valenciana l'originale, de mariscos, marinera, mixta, alicantina) et peut contenir différentes viandes comme le poulet, le lapin ou des fruits de mer (moule, crevette, seiche). Il existe d'autres plats qui lui sont similaires : divers arroz comme l'arroz a banda, l'arròs a la valenciana et l'arròs negre ou encore la fideuà, à base de vermicelles. Les espagnols préparent aussi des ragoûts comme les cocidos, le migas, la fabada asturiana, le gaspacho manchego, l'olla gitana, le porrusalda, le puchero,. D'autres plats sont également caractéristiques : tortilla de patatas, albóndigas, empanada, callos, sofrito, rabo de toro, coca, poulet aux gambas, escalivada, ropa vieja, orejas de cerdo, calçotada, chorizo con cidra, poulpe à la galicienne, plato combinado, etc. Un autre élément emblématique de la cuisine espagnol est les tapas, des amuse-gueules variés : charcuterie, fromage, légumes marinés ou frits, patatas bravas, calamares marinés, pintxos, montadito (petit bocadillo), croquetas, pan con tomate, boquerones en vinagre, etc. Il peut également s'agir d'un plat traditionnel, parmi ceux cités précédemment, réduit en petite portion,. La cuisine espagnole comporte divers desserts et pâtisseries : churro, crema catalana, coca, leche frita, ensaïmada, arroz con leche, alfajor, magdalena, mantecado, polvorone, mazapánan, miguelitos, tarta de Santiago, tarta de queso, turron, tortas de Aceite, roscón de Reyes, buñuelo. Un certain nombre de recettes sucrées sont associées à des traditions religieuses. Les espagnols disposent d'un certain nombre de vins (divers cavas, tempranillo, Malaga, moscatel, xérès, manzanilla) mais aussi des liqueurs (aguardiente, manzana) et du cidre (sidra). Les vins sont utilisés pour réaliser des boissons rafraichissantes comme la sangria ou le tinto de verano. Du côté des boissons non alcoolisées, on retrouve le chocolate en taza dans lequel on peut également tremper les churros (chocolate con churros), le café torréfié, le granizado, le horchata de chufa.

### Cuisine portugaise

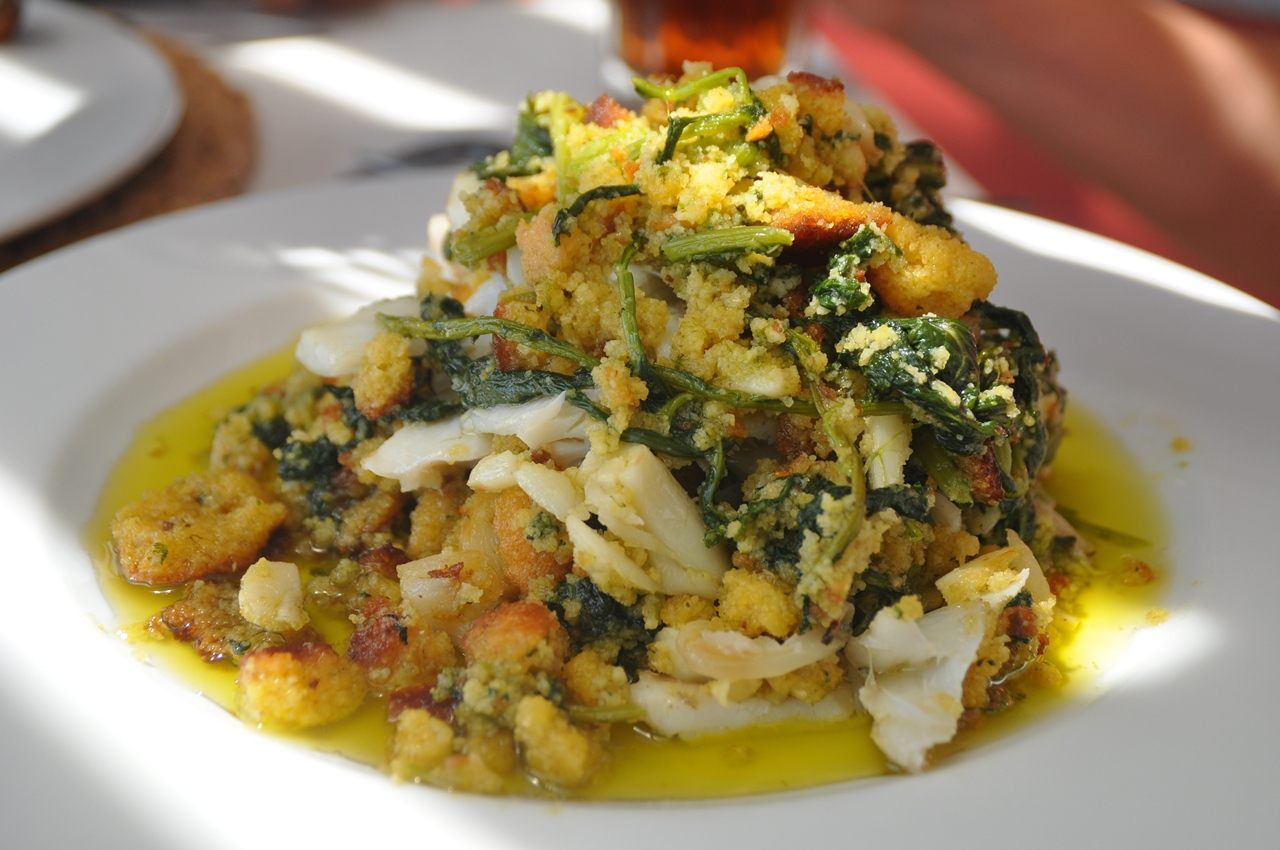
Bacalhau.

Le Portugal est situé sur l'Atlantique, et non sur la Méditerranée. En revanche, il fait partie du bassin méditerranéen, et une bonne partie de son territoire est doté d'un climat méditerranéen, propice à la culture de l'olivier,. Sa cuisine est en partie méditerranéenne, avec le trio habituel pain, vin et huile d'olive, mais aussi en partie atlantique, avec une tradition de pêche : la morue est le poisson le plus consommé, notamment en bacalhau qui est la morue salée, la palourde, le calmar, la sardine, le bar, le vivaneau, l'espadon, le maquereau, la sole, la barbue, le merlu, le chinchard, le flétan, le Saint-Pierre, le turbot, la lotte, le poulpe, la seiche, le crabe, la crevette, le homard, la langouste, la balane, la moule, l'huître, la coquille Saint-Jacques, le bigorneau. Les légumes et fruits portugais comprennent les tomates, les oignons, les poivrons, divers choux (frisé, de Bruxelles, cavalier, kale), les carottes, divers haricots (blanc, rouge, noir), les fèves, les pommes de terre, les citrouilles, les poires, les pommes, les raisins, les prunes, les abricots, les pêches, les melons, les pastèques, les figues, les citrons, les grenades, les amandes, les noisettes, les fruits rouges (mûre, fraise, framboise, myrtille),. Les aromates sont l'ail, la feuille de laurier, le clou de girofle, le piment. Les autres ingrédients principaux sont des viandes (porc, bœuf, poulet, canard, lapin), des charcuteries (chouriço, alheira, farinheira, presunto, porco bísaro, boudin noir, linguiça, bucho), des abats (tripes à la mode de Porto, pied de cochon), ainsi que des fromages (divers queijos de Azeitão, de Castelo Branco, de Évora, queijo mestiço de Tolosa (pt)),,,.
La cuisine portugaise dispose de ragoûts de viande appelés cozidos, notamment : cozido à portuguesa qui est l'équivalent portugais du pot-au-feu française, carne de porco à alentejana, empadão, divers coelhos des plats à base de lapin (bêbado, à Caçador), frango na púcara, perdiz com Amêijoas na Cataplana, perna de carneiro no tacho, arroz de Pato, dobradinha, cebolada, etc. On retrouve aussi la francesinha, un plat emblématique ressemblant au croque-monsieur. Cette cuisine se caractérise également par de nombreux plats de poissons et fruits de mer : divers plats de bacalhau (à Brás, à Gomes de Sá, com natas, à Zé do Pipo), bolinho de bacalhau, caldeirada, arroz ao marisco, lulas grelhada, amêijoas à Bulhão Pato, sardines grillées,. Il existe également des soupes comme le caldo verde, le gaspacho alentejo, le xarém. Parmi les desserts et les pâtisseries, on peut citer le pastéis de nata qui est très populaire, l'arroz doce, le pudim, la bola de Berlim, la brisa do Lis, la queijada de Sintra, le broa de mel, les ovos moles, la marmelade, le leite-creme, le chocolate salami, le pão-de-Ló, le tigelada,. Le pays produit des vins comme le Madère, le Mateus, le Moscatel, le Porto, l'Alentejo le Carcavelos, le muscat de Setúbal, le Lagoa, le Lagos, le vinho verde, ainsi que des spiritueux comme le Ginjinha ou le Poncha. Les portugais consomment aussi des boissons non alcoolisées comme le café torréfié notamment le bica, le bica com cheirinho et le galão, ainsi que divers jus de fruits.

### Cuisines non régionales
Les cuisines méditerranéennes peuvent se différencier par pays ou par région. Toutefois, il est possible de souligner l'existence de cuisines spécifiques à des communautés vivant dans le bassin méditerranéen sans que l'on puisse les rattacher à une seule région.

#### Cuisine juive

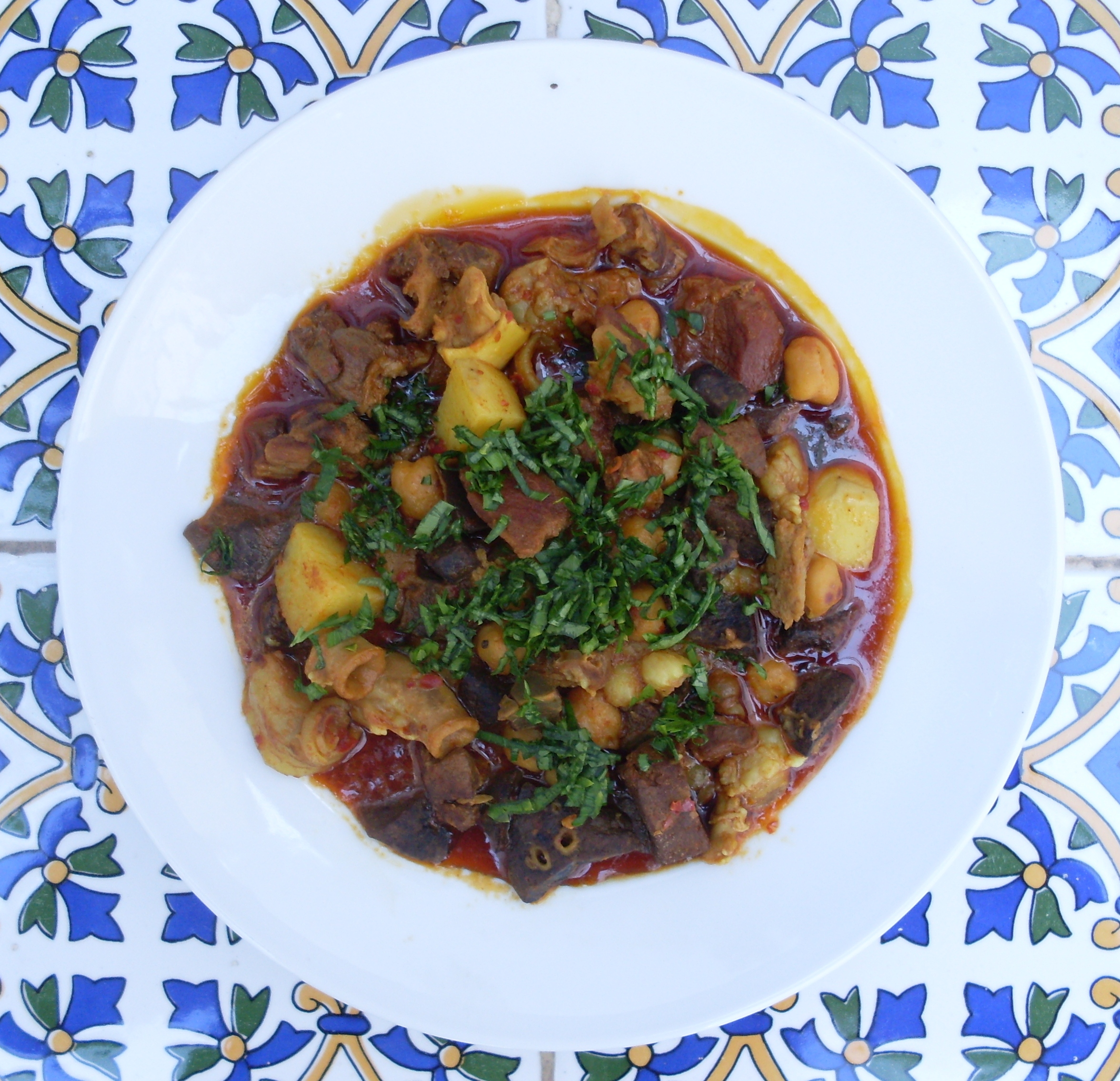
Kamounia.

La cuisine juive fait référence aux traditions culinaires mondiales des juifs. Elle est influencée par l’économie, l’agriculture et les traditions culinaires des nombreux pays où les communautés juives se sont installées varie considérablement à travers le monde. Ainsi, la cuisine méditerranéenne juive fait référence aux traditions culinaires des Juifs vivant sur le pourtour méditerranéen : séfarades, mizrahim, juifs berbères, et a été influencée par les cuisines moyen-orientale, maghrébine, espagnole, portugaise, italienne etc. Elle a donc incorporé divers autres plats du Moyen-Orient, d'Afrique du Nord et de la Péninsule Ibérique provenant de la population locale. Au cours de son évolution sur plusieurs siècles, elle a été façonnée par les lois alimentaires juives (cacherout), les fêtes juives et les traditions centrées sur le shabbat. La nécessité de préserver la cacherout entraîne quelques changements significatifs, notamment l'utilisation de l'huile d'olive à la place de la graisse animale est souvent considérée comme un héritage de la résidence juive dans une région, du fait que l'huile d'olive peut être consommée avec lait, contrairement aux graisses animales. Les crustacés, très présents dans les autres cuisines méditerranéennes, sont également absents.
La distinction exacte entre les cuisines sépharades traditionnelles et mizrahi peut être difficile à faire, en raison du mélange de la diaspora séfarade et des Juifs mizrahi avec lesquels ils sont entrés en contact. Les cuisines séfarades et mizrahi mettent l'accent sur les salades, les légumes farcis et les feuilles de vigne, l'huile d'olive, les lentilles, les fruits frais et secs, les herbes aromatiques, les artichauts, les épinards, les noix et les pois chiches, ingrédients inaccessibles aux Ashkénazes d'Europe centrale et orientale. Les plats de viande utilisent souvent de l'agneau ou du bœuf haché.Le jus de citron frais est ajouté à de nombreuses soupes et sauces. De nombreux plats de viande et de riz contiennent des fruits séchés comme des abricots, des pruneaux et des raisins secs. Les pignons de pin sont utilisés comme garniture. Le jus de grenade est un incontournable de la cuisine juive persane,. Les plats sépharades et mizrahi les plus populaires comprennent : falafel, pain pita, couscous, mofletta, kubbeh, bourek, amba, kamounia, taramasala, hoummous, matbukha, chakchouka, moussaka, dafina, baklava, maamoul, knafeh, etc. La cuisine juive mizrahi comprend aussi de nombreux plats uniques qui étaient consommés par les Juifs d'Irak, de l'est de la Turquie, du Kurdistan, d'Iran et du Yémen : malawach (en), jachnun, sabich, meorav yerushalmi, kubaneh (en), zkhoug.

#### Cuisine pied-noire

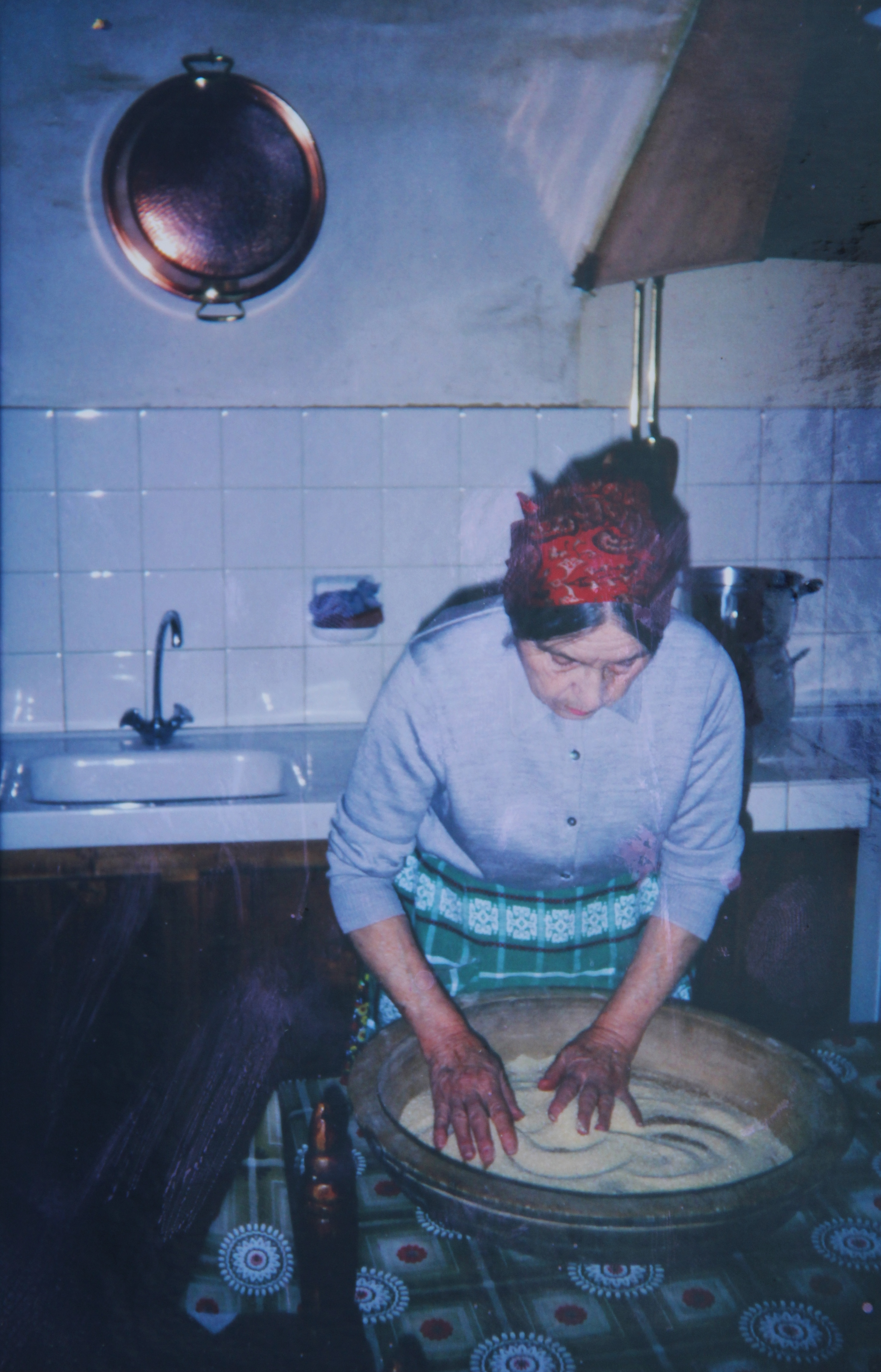
Femme pied-noir roulant la semoule dans une guessaa.

La cuisine pied-noire est la cuisine méditerranéenne des français d'Algérie de l'ex-Algérie française. C'est une combinaison des cuisines maghrébine algérienne, européennes latines (française, maltaise, espagnole et italienne) et juives (séfarades et juifs berbères). Cette gastronomie peut s'étendre à l'ensemble des autres français d'Afrique du Nord, venus du Maroc et de la Tunisie. Ces Français ont ensuite ramené ces traditions culinaires à leur retour en France dans les années 1960.
Ainsi, de nombreux plats sont originaires de la cuisine du Maghreb : brik, merguez, couscous, tajine, chorba, calentica, chakchouka, loubia, méchoui, pastilla. On compte également des desserts comme la baklava, la corne de gazelle, le makroud ou le créponné. De par cette influence maghrébine, la viande de porc et les sauces au vin sont assez peu présentes dans la cuisine pied-noire, hormis pour certains plats issus de la gastronomie de la péninsule ibérique. Les épices et condiments utilisés sont ceux qui sont typiquement utilisés en Afrique du Nord. On retrouve également des plats latins : longanisse, paella, pelotas, cocas, gazpacho oranais, migas, cocido, frita, pasteles, pizza, timbale de macaronis, cannelloni, polenta, anchois marinés, moules en escabèche, blanquette de veau. Parmi les desserts, on peut citer : gelato, pain perdu, pâte de fruits, beignet sucré, bûche de Noël, crêpe, mais aussi un grand nombre de fruits frais poussant au Maghreb (abricots, agrumes clémentine, figue, coing, figue de Barbarie, grenade, jujube, melon, mûre, nèfle, pastèque, plaquemine, raisin) et des fruits secs (amande, cacahuète, caroube, datte). Diverses boissons sont consommées par les pieds-noirs : anisette, picon, boukha, divers vins d'Algérie (Mascara, Sidi Brahim), vin d'oranges, divers jus de fruits dont l'Orangina, citronnade, divers sirops, thé à la menthe, lben, café, champoreau, lait de poule,.

#### Cuisine rom

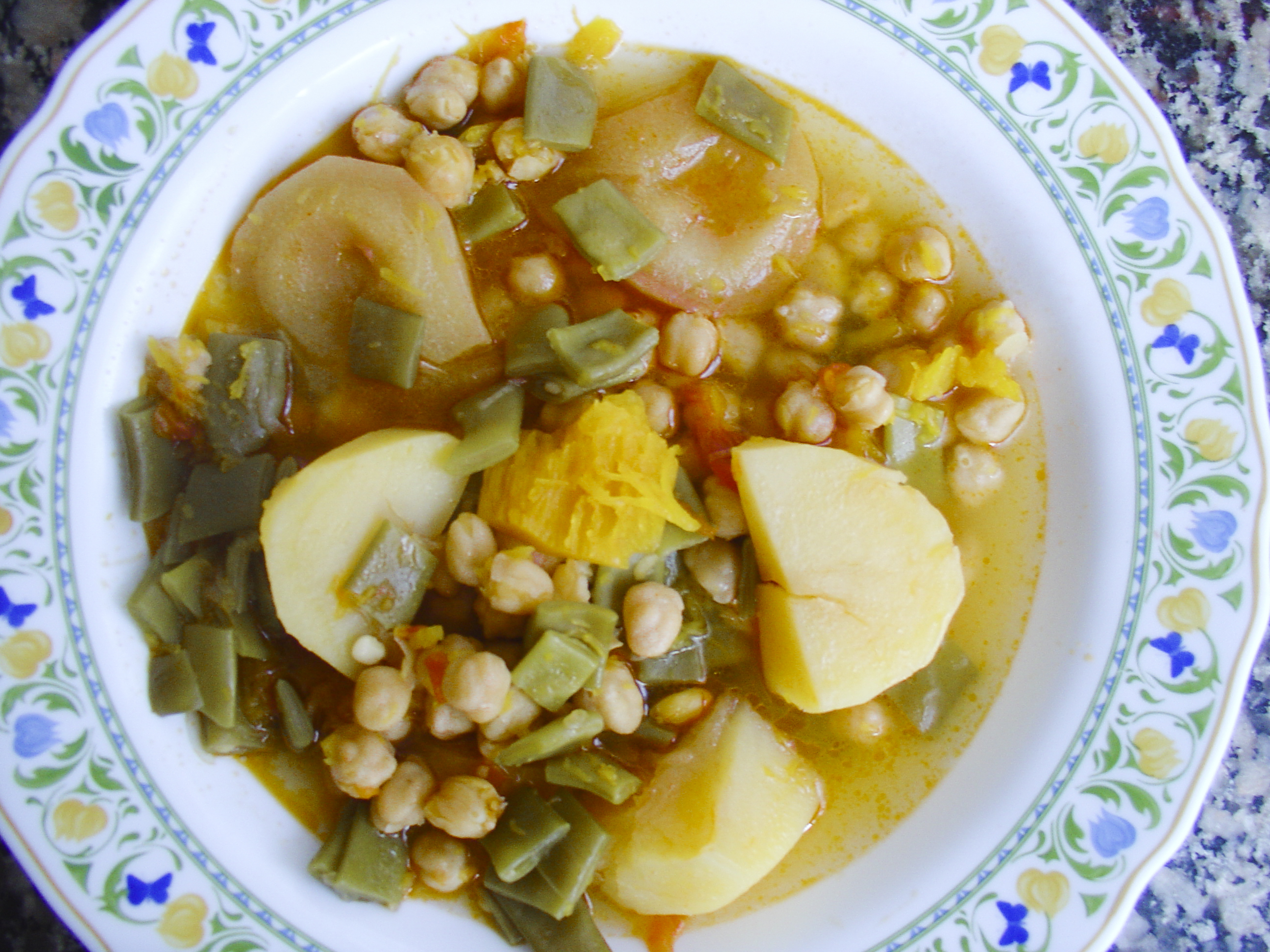
Olla gitana.

La cuisine rom (en) est la cuisine des peuples roms. Il n'existe pas de cuisine rom spécifique, celle-ci est influencée culinairement par les pays respectifs où ils vivent souvent depuis des siècles. Même si les peuples roms sont originaires du sous-continent indien, ceux-ci sont présents dans diverses régions européennes depuis le XIVe siècle. De ce fait, leur cuisine est influencée par la cuisine européenne, mais intègre également des influences indiennes et sud-asiatiques. Ainsi, on retrouve une cuisine méditerranéenne chez les roms d'Italie et des Balkans, les gitans d'Espagne et du sud de la France, les Doms de Turquie et du Moyen-Orient.
Les plats roms sont généralement épicés à l'aide de paprika, d'ail, de piment, de cardamome, de curcuma. Les pommes de terre et les poivrons, notamment farcis, les choux, le riz constituent également des aliments de base dans leur alimentation. Parmi les viandes consommées, on retrouve l'agneau, la chèvre, le poulet, l'escargot, et du gibier comme le lapin, la caille, la perdrix. Le bœuf et le porc (sauf les communautés musulmanes) et le poisson sont plus rares car plus coûteux,,. Certaines viandes sont interdites car considérées comme marime, c'est-à-dire impures : cheval, chien, chat, paon, grenouille, serpent. On retrouve un certain nombre d'abats et beaucoup de ragoûts. On peut citer les plats suivants : xaimoko (plat à base de lapin), hotchi-witchi (hérisson rôti), szevanska (filet mignon aux pommes de terres et lard), sarma, goulasch, mămăligă, ćevapi, divers soupes aux légumes,. Les œufs à la flamenca (proche de la chakchouka), l'olla gitana (soupes aux légumes), la berza jerezana, l'arroz con hinojos (riz aux légumes, poulet et fenouil), le rabo de toro, la tortilla del Sacromonte, le menudo gitano, la sopa de perdiz (soupe de perdrix), le gushvada (tarte au fromage), la merluza gitana, la gacha gitana (bouillie aux céréales et aux piments) sont des plats typiques gitans,.
Les roms boivent également du kafa (café) et du chao (thé) avec du sucre et du lait ou des fruits comme des fraises, des tranches de pêche, des tranches de pomme ou du citron. Parmi les desserts consommés, on retrouve le pirogo (proche du kugel juif), les biscuits aux amandes, le gâteau aux figues, et pour les gitans, le churro, le piñonate, le tocino de cielo, le fruta de sartén (fruit frit), le torrija (pain perdu),.

## Régime méditerranéen
Le régime méditerranéen est une pratique alimentaire traditionnelle dans plusieurs pays autour de la mer Méditerranée caractérisée par la consommation en abondance de fruits, légumes, légumineuses, céréales, herbes aromatiques et d'huile d'olive, une consommation modérée de produits laitiers d'origine variée (chèvre et brebis essentiellement et issus de la vache dans une moindre mesure), d'œufs et de vin, une consommation limitée de poisson et une consommation occasionnelle de viande,.
Popularisé dès les années 1950, il est étudié en santé publique pour ses bénéfices sur la santé : diminution de la mortalité et la morbidité par maladies cardiovasculaires,, diminuer du risque de maladie d'Alzheimer et de maladie de Parkinson, amélioration les chances de grossesse lors d'une fécondation assistée. Toutefois, ces études n'ont pas été menées systématiquement pour les cuisines de chaque pays, région ou communauté.
L'inscription à la liste représentative du patrimoine culturel immatériel de l'humanité par l'UNESCO concerne sept communautés reliées par le même patrimoine culturel commun et qui sont : Cilento (Italie), Coron (Grèce), Soria (Espagne), Chefchaouen (Maroc), Agros (Chypre), Hvar et  Brač (Croatie) et Tavira (Portugal).